# Infanterie-Regiment „Prinz Friedrich der Niederlande“ (2. Westfälisches) Nr. 15
Das Infanterie-Regiment „Prinz Friedrich der Niederlande“ (2. Westfälisches) Nr. 15 war ein Infanterieverband der Preußischen Armee.

## Organisation

### Name
Die Bezeichnung des Regiments wurde im Laufe seines Bestehens mehrfach geändert:
- 1813: 3. Reserve-Infanterieregiment
- 25. März 1815: 15. Infanterie-Regiment

Durch die in Wien an diesem Tag erlassene Allerhöchste Kabinettsorder (AKO) wurden die seit dem 1. Juli 1813 neuformierten Reserve-Infanterieregimenter nach deren Stammnummern geordnet. Bis zu deren weiteren Bestimmung sollten sie fortan nach dieser Stammnummer benannt werden.
- 5. November 1816: 15. Infanterie-Regiment (2. Westfälisches)

Nach einer Armeereform wurde aus dem 2. Westfälischen und dem 1. Westfälischen (13. Infanterie-Regiment), die Infanteriebrigade des Generalkommandos in Westfalen gebildet. Zusammen mit der eingeteilten Kavalleriebrigade formierte sie die Truppenbrigade in Münster (ab 1818 die 13. Division). Das Generalkommando kommandierte Generalleutnant Johann Adolf von Thielmann, die Truppenbrigade Generalmajor Hans von Luck.
- 1823: 15. Infanterie Regiment (Prinz Friedrich der Niederlande)
- 4. Juli 1860: 2. Westfälisches Infanterie-Regiment Nr. 15

Als Folge der Roon'schen Heeresreform gaben die Linienbataillone am 1. Januar 1860 an die bisherigen Landwehrregimenter Personal ab. Diese erhielten zunächst die Bezeichnung „Kombinierte Regimenter“. Durch die AKO vom 4. Juli 1860 wurden die kombinierten Regimenter nach deren Provinzen benannt. So wurde das Tochterregiment zum „6. Westfälischen Infanterie-Regiment Nr. 55“. Derselben Order zufolge änderte sich die Bezeichnung der 15er.
- 17. März 1863: 2. Westfälisches Infanterie-Regiment Nr. 15 (Prinz Friedrich der Niederlande).

Im Jahre des 50-jährigen Bestehens der Einheit bestimmte eine AKO zum Datum des Jubiläums, dass das Regiment wiederum den Namen seines Chefs führen soll.
- 23. März 1873: Infanterie-Regiment Prinz Friedrich der Niederlande (2. Westfälisches) Nr. 15

Aus Anlass des 60. Geburtstages des Regimentsinhabers verfügte der Kaiser, dass das Regiment fortan dessen Namen zu führen habe.

### Unterstellungen
16. November 1816 bis 28. April 1852
- 13. Infanterie-Brigade in Münster

29. April 1852 bis Dezember 1918
- 26. Infanterie-Brigade

### Gliederung
- 1816
  - I. Bataillon
  - II. Bataillon
  - III. Bataillon (Füsiliere)
- 1. Oktober 1893
  - Aufstellung des IV. Bataillons[2]
- 1. Oktober 1909
  - II. Bataillon wurde um eine Maschinengewehr-Kompanie (MGK) erweitert
- Erster Weltkrieg
  - die drei Bataillone des Regiments wurden in ein Ruhe-, Bereitschafts- und Kampfbataillon aufgeteilt
- Mai 1915
  - Aufstellung einer Infanterie-Pionier-Kompanie (IPK) aus 100 Bergleuten des Regiments
- Februar 1916
  - von erhöhten Minirungsarbeiten ausgehenden, wurde eine zusätzliche Berg-Kompanie gebildet
- 2. September 1916
  - Die Bildung einer zweiten IPK wurde angeordnet
- 1. Oktober 1916
  - aus den MG-Formationen der MGK, dem Ergänzungszug 796 und MG-Zug 90 wurden drei MGKs gebildet, und je einem Bataillon zugeteilt,
- 8. Oktober 1916
  - Aus jedem Regiment wurden zur Ausbildung bei der Minenwerfer-Kompanie 13 (MWK 13)
    - - ein Offizier
    - - acht Unteroffiziere
    - - 48 Mann

abkommandiert. Nach deren Ausbildung wurden aus ihnen in jedem Regiment drei Minen-Werfer-Abteilungen (MWA) gebildet.

#### Unterstellte Truppenteile
- 13. September 1916
  - Die Division stellte dem Regiment die 8. Kompanie des Infanterie-Regiments Nr. 13 als Reserve zur Verfügung. Dazu kamen noch die Kompanien 5/13, 6/13, 7/13 und 9/13 (MGK). Am Morgen des 15. September wurden auch zwei Kompanien des württembergischen Reserve-Infanterie-Regiments Nr. 248 und am Abend das III./13 (3. Bataillon des Infanterie-Regiments Nr. 13) zur Verfügung gestellt.

#### Abtretungen
- 1859 ein Bataillon an das 6. Westfälische Infanterie-Regiment Nr. 55
- 1866 drei Kompanien an das Infanterie-Regiment Nr. 85
- 1881 eine Kompanie an das Infanterie-Regiment Nr. 131

8. Kompanie (8./15)
13 Unteroffiziere
13 Gefreite
108 Gemeine
- 1887 im VII. Armee-Korps erhielt das 1. Westfälische Infanterie-Regiment Nr. 13 durch AKO vom 22. März ein IV. Bataillon zum 1. April

- wurde die 11. Kompanie und zwei Offiziere an das Infanterie-Regiment Nr. 13 abgetreten
- zwei weitere Offiziere wurden zum Infanterie-Regiment Nr. 137 versetzt
- 1897 da sich die IV. Halbbataillone nicht bewährt hatten, wurden am 1. April 1897 aus diesen neue Regimenter formiert. Aus dem IV/15 wurde mit denen der Regimenter Nr. 13, 53 und 55 das Infanterie-Regiment Nr. 158 mit Garnison in Paderborn aufgestellt.
- 1909 zum 1. Oktober wurde die 6. Kompanie an das neuformierte III. Bataillon des 2. Ober-Elsässischen Infanterie-Regiments Nr. 171 in Colmar abgetreten.
- 1918 Anfang Februar wurden 13 Offiziere, vornehmlich jene die erst vor Kurzem von der russischen Front dem Regiment zugeteilt waren, zur 20. Infanterie-Division versetzt.

### Stiftungen und Zuwendungen an das Regiment
- Schenkung der Nationalbank

Dieser Fonds war eine Überweisung der früheren Reichsstiftung „Nationalbank für Veteranen“ in Höhe von 3000 Mark, um aus dem Regiment ausgeschiedene, gutgediente hilfsbedürftige Invaliden vom Feldwebel abwärts zu unterstützen.
- Prinz-Friedrich-Stiftung

Geschenk des Regimentschefs von 1865 in Höhe von 9000 Mark (3000 Thaler), aus deren Zinsen im Krieg Verwundete des Regiments und in bedürftigen Umständen lebende Angehörige unterstützt wurden.
- Jubiläumsfonds

Dessen Grundkapital in Höhe von 10000 Mark schenkte Prinz Friedrich der Niederlande anlässlich seines 60-jährigen Jubiläums dem Regiment in seiner Funktion als Regimentsinhaber. Die Hälfte der Zinsen war im Interesse altgedienter, mit dem Zivilversorgungsschein ausgeschiedener Unteroffiziere, die andere im Interesse des Offizierskorps nach dem Ermessen des Regimentskommandeurs zu verwenden.
- Stadt-Minden-Stiftung

Am 25. Jahrestag der „Schlacht von Colombey“ wurde von der Stadt dem Regiment ein Grundkapital in Höhe von 1000 Mark geschenkt. Das Kapital wurde 1907 durch ein weiteres Geschenk des ausgeschiedenen Major Kombst um 500 Mark erhöht. Die Zinsen waren alljährlich am 14. August an „würdige und bedürftige aktive Unteroffiziere“ des Regiments zu verteilen.
- General Konstantin Ernst Thilo von Kawerczynski[4]-Stiftung

Die Stiftung bestand aus:
1. Aus einem Kapital von 5000 Mark, dass seine Witwe nach seinem Tod (14. März 1898) dem Regiment am 1. April 1898 zukommen ließ.
2. Dessen Zinsen

Das Stammkapital war in deutschen oder preußischen Staatspapieren anzulegen.
Es konnten die Zinsen an unverheiratete Leutnants und aus dem Kadettenkorps überwiesene Portepee-Fähnriche, wenn sie sich in einer besonderen Notlage befänden, verteilt werden.
Die nicht verbrauchten Zinsen waren am Jahresende zu kapitalisieren.
Über die Verwendung der Zinsen hatte der Regimentskommandeur zu entscheiden.
- Rafalski-Stiftung

Als der ehemalige Regimentskommandeur am 16. September 1915 verstarb, vermachte er dem Offizierskorps 12000 Mark für die wissenschaftliche Ausbildung der Offiziere in der Friedenszeit. Die Stiftung konnte vom Regiment nicht mehr verwertet werden. Stattdessen sollte sie dem Traditionstruppenteil zum gleichen Zweck übergeben werden. Die Inflation des Jahres 1923 machte diese jedoch, wie alle anderen Stiftungen des Regiments, wertlos.

## Bewaffnung und Ausrüstung

### Hauptbewaffnung
- 1840 – Perkussionsgewehr
- 1850 – Zündnadelgewehr
- 1852 – Einführung des Faschinenmessers
- 1867 – im Frühjahr wurde auch die Füsiliere mit Zündnadelgewehren bewaffnet
- 1874 – ab November Ausrüstung mit dem Infanteriegewehr Modell 71 „System Mauser“
- 1887 – Mitte Dezember des Jahres wurden mehrere Armeekorps, darunter auch das VII., mit dem Gewehr 71/84 und Seitengewehr 71/84 für die Infanterie ausgerüstet.
- 1889 – für die Feldausrüstung der Offiziere wurden Feldstecher und Revolver eingeführt
- 1890 – im März erhielt das Regiment das Gewehr 88, das Infanterieseitengewehr 71/84 wurde wieder gegen das Modell 71 ausgetauscht
- 1907 – zum 1. Juli wurde das Regiment mit dem Gewehr 98 ausgerüstet

### Uniform

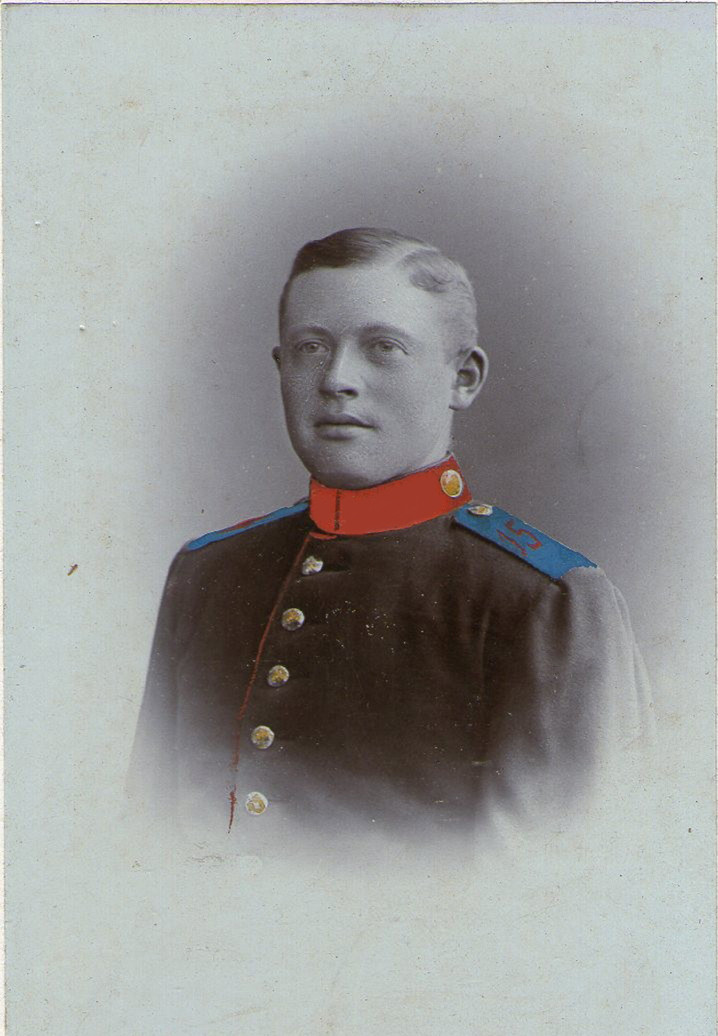
Gefreiter des Infanterie-Regiments Nr. 15

Durch die in Wien gegebene Allerhöchste Kabinettsorder vom 25. März 1815 verfügte die Uniformierung der Truppen.
- 1. Juli 1815
  - blaues Kolett
  - roter Schoßbesatz
  - zwei Reihen gelber Metallknöpfe
  - Beinkleider aus grauem Tuch, im Sommer aus weißem Leinen
  - Mantel aus grauem Tuch mit gelben Köpfen, sowie farbigem Kragen und Achselklappen
  - gelber Kragen
  - rote Aufschläge
  - hellblaue Achselklappen mit roter „15“
  - Tschako aus Filz mit ledernem Deckel, verziert mit dem preußischen Adler, Cordons und Kokarde
  - Schwarzes Lederzeug (Säbel- u. Patronentaschengehenk)
  - Tornister aus Kalbfell mit zwei Riemen
- 9. Februar 1816
  - roter Kragen
  - rote Aufschläge mit gelben Patten
  - rote Achselklappen
- 25. Februar 1817
  - rote Aufschläge mit gelben Patten und Achselklappen
- 30. März 1818
  - hellblaue Achselklappen und weiße Patten auf roten Aufschlägen
- 17. März 1835
  - rote Patten mit weißen Vorstößen
  - die weißen Platten an den Aufschlägen entfielen[6]
- 1. Januar 1845
  - der Tschako wurde durch einen schwarzledernen Helm mit Messingbeschlag ersetzt. Das Devisenband «Mit Gott für König und Vaterland» wurde auf dem Helm angebracht.
  - die Patronentasche wurde an zwei Schlaufen befestigt auf dem Rücken getragen.
  - Anstelle der Kolletts wurden dunkelblaue Waffenröcke mit einer Reihe Metallknöpfe eingeführt. Diese hatten steife blaue Stehkragen. Darauf waren vorne rote Patten, Spiegel genannt, angebracht
- 1848
  - die Tornisterriemen erhielten Haken und wurden so zwischen den Patronentaschen am Leibriemen eingehängt.
- 1850
  - Anstelle der bisherigen Patronentasche wurden jetzt vorne am Leibriemen zwei kleinere Patronentaschen getragen.
- nach dem Deutschen Krieg
  - der Waffenrock erhielt einen niedrigeren und weichen Kragen aus roten Tuch.
  - der niedrige Mantelkragen wurde zum Umschlagkragen.
  - bei den Tuchhosen entfiel das Hosenfutter. Stattdessen wurden Unterhosen verwendet.
  - ein Paar der zwei Paar kurzschäftiger Stiefel wurden durch langschäftiger Stiefel ersetzt. Zudem wurde das Tragen der Hosen in den Stiefeln gestattet.
  - der Helm und der Helmbeschlag wurden verkleinert
  - Die Tornister wurden kleiner.
  - Die bisherige Ausrüstung wurde um eine Feldflasche, die von einem schwarzen Lederriemen über der Schulter getragen wurde, ergänzt.
- 3. März 1887
  - Einführung leichterer Helme ohne Vorderschiene und Schuppenketten, an die Stelle der letzteren traten Sturmriemen.
  - flachere, auf der Tornisterklappe festzuschnallende Kochgeschirre
  - zwei, auf den Leibriemen zu schiebende vordere Patronentaschen und eine zusätzliche hintere dritte Patronentasche
  - Brotbeutel, zweiseitig, aus wasserdichtem braunen Stoff mit einer Vorrichtung zur Befestigung am Leibriemen, sowie einen Ring zum Anhängen einer Feldflasche
  - an die Stelle des bisherigen Tornisters trat ein solcher in kleinerer Form mit eingehängten Tornisterbeutel für die eiserne Portion und Tragegerüst
  - An die Stelle der kurzschaftigen Stiefel traten Schnürschuhe aus wasserdichten Stoff mit Lederbesatz.
  - schwarzes Lederzeug (Ausnahme waren nur die Garde- und Grenadierregimenter)
- 1893
  - Feldflaschen, Trinkbecher und Kochgeschirre aus Aluminium eingeführt
  - die Ausrüstung wurde um eine tragbare Zeltausrüstung erweitert.
  - Die Kompanie mit den besten Schießergebnissen durfte fortan auf dem linken Ärmel ein besonderes Abzeichen tragen.
  - Die blaue Litewka wurde eingeführt.
- 27. Januar 1894
  - Bisher auf den Aufschlägen getragene Schützenschnüre wurde durch das Schützenabzeichen in Form von einer geflochtenen, silbernen Fangschnur ersetzt.
  - Mäntel aus graumelierten Tuch werden durch solche aus grauem Tuch ersetzt.
- 26. Januar 1895
  - Die Bekleidung war nach den vom Kaiser genehmigten Proben zu beschaffen bzw. anzufertigen
  - die hintere Patronentasche fiel weg
- 22. März 1897
  - neben der Landeskokarde trugen deren Truppen ab jetzt, zum 100. Geburtstages von Wilhelm I., auch die Reichskokarde
- 1909
  - feldgraue Uniformen (für den Fall einer Mobilmachung)
    - Klappkragen
    - abnehmbare Achselklappen aus feldgrauen Stoff mit roter Regimentsnummer
    - Knöpfe aus mattem Metall mit einer Krone geschmückt

#### Mannschaften
- Tuchhosen mit Knöpfen an der Seite besetzt

- 18. Juni 1822
  - Schuppenketten ersetzten die Sturmriemen an den Tschakos

#### Offiziere
- Schöße sind länger und frackartig geschnitten
- grauer Überrock
- Tuchhosen mit zwei roten Streifen, zwischen den sich ein Passepoil befand, an der Seite
- Degen (Musketier)
- Säbel (Füsilier)

- 1813
  - Achselklappen mit goldener „15“
- 1815
  - Epauletts
  - außer Dienst waren, anstatt der Tschakos, zweiklappige Dreistutzerhüte mit Federbusch in Gebrauch
- 18. Juni 1822
  - auch die Feldwebel erhalten Degen/Säbel mit silbernem Portepee
- 1832
  - Biese ersetzen die Streifen an den Hosen
  - Sterne wurden als Gradabzeichen auf den Epauletts eingeführt
- 1843
  - der Tschako wurde durch den schwarzledernen Helm mit Messingbeschlag ersetzt.[7] Die Helmdevise «Mit Gott für König und Vaterland», die bisher nur die Landwehr auf der Kopfbedeckung trug, wurde nun auch an den Helm auf dem Adler angebracht.
- 1847
  - Paletots werden eingeführt.
- 1866
  - Achselstücke treten an die Stelle der Epauletten.
- 1889
  - die Berittenen hatten beim Dienst zu Pferde hohe Stiefel zu tragen.
  - da Epauletten nur noch zu Parade- und Gesellschaftszwecken zu tragen waren, wurden veränderte Achselstücke eingeführt.
  - Kompanieführer sind zu den berittenen Offizieren zu rechnen und haben daher in Sporen zu erscheinen.
  - die Schabracken wurden vereinfacht und hatte keine Goldtresse mehr.
  - der bisherige weiße wurde durch einen schilffarbenen Helmüberzug ersetzt.
  - es wurde der Infanterie-Offiziersdegen neuen Modells für die Offiziere und Feldwebel eingeführt.
- 5. Mai 1894
  - Die bisherigen Paletots wurden durch graue ersetzt.
- 26. Januar 1896
  - am Dienstanzug für Offiziere und Sanitätsoffiziere wurde die Schärpe durch die Feldbinde ersetzt. (Die Schärpe wurde nur noch am Paradeanzug angelegt.)
- 22. März 1898
  - Fahnenträger
    - ein gelbes, in Seide gesticktes Abzeichen auf dem rechten Oberarm
    - ein mit der Nummer des Truppenteiles versehener Ringkragen
    - ein Seitengewehr mit dem Griff des Offiziersdegen
    - ein Fahnenbandolier aus roten Leder mit Tressenbesatz, sofern die Fahne mitgeführt wurde

#### Musikkorps
- 18. Juni 1822
  - statt der Flügelhörner der Hornisten wurden Signalhörner für das Tiraillement eingeführt
- 22. März 1898
  - die Uniformen der Musikdirigenten erhielten:
    - Achselstücke mit einer Lyra
    - Feldbinden in der Farbe der Achselklappen des Truppenteils mit Tressenbesatz und Schloss
- 10. Dezember 1908
  - der Stabsoboist führte seitdem den Titel „Musikmeister“ und wurde vom Regimentskommandeur ernannt. Die Dienstbezeichnung „Musikdirigent“ fiel fort. Die ehemaligen Musikdirigenten bekamen den Titel „Obermusikmeister“.

Obermusikmeister und Musikmeister zählten zu den Unteroffizieren mit Portepee und waren vom Dienstrang höher als die Feldwebel.

### Fahne

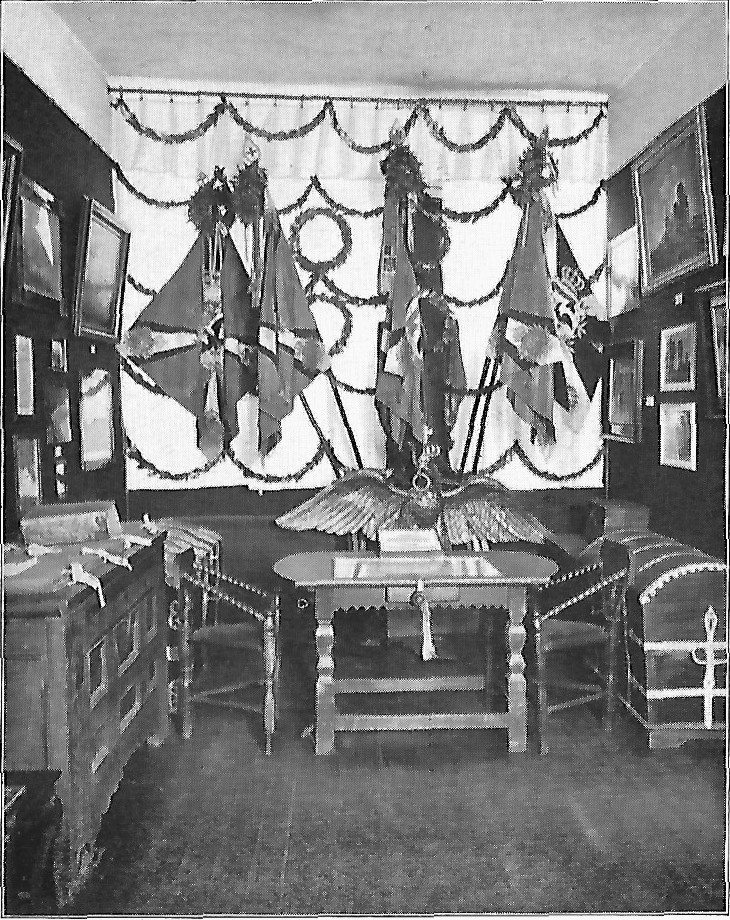
Die Fahnen des Regiments im Heimatmuseum Minden

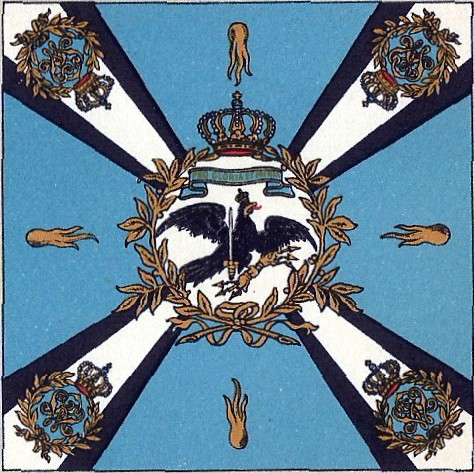
Muster

Im Frieden des Jahres 1814 wurde am 3. Juni löste der König sein Versprechen bei allen Regimentern, die in Feldschlachten und bei Belagerungen gefochten hätten, durch die Verleihung von Fahnen ein. Die vorher verliehenen Fahnen und Standarten sollten ein Eisernes Kreuz in der Fahnenspitze, alle aber, sowohl alte als auch neue, sollten das Ordensband erhalten. Das Ordensband entsprach dem der just gestifteten Kriegsgedenkmünze.
Die Fahnen waren bereits am 15. Juni 1815 nach Wesel gesandt worden. Von dort aus wurden sie den einzelnen Truppen nachgesandt. Am 24. September wurden sie dem Regiment in Vendôme vom Brigadekommandeur überreicht, nachdem sie der Geistliche der Brigade zuvor am Altar der Hauptkirche geweiht hatte.
Die Fahnen waren aus schwarzer Seide gewirkt. Auf ihnen befand sich in ein weißes, schwarz gerändertes Andreaskreuz mit in allen vier Ecken in dem mit Gold gewirkten mit einem Lorbeerkranz mit einer Krone geschmückten Namenszug „F. W. R.“ In der Mitte des Kreuzes befand sich in einem in gelber Seide gestickten und mit goldenem Lorbeerkranz mit Krone geschmücktem Feld der schwarze preußische Adler mit Schwert und Blitzen in den Fängen. Über des Adlers Kopf befand sich die Inschrift: „Pro gloria et patria“.
Es folgte der Fahneneid.
Per Kabinettsorder vom 12. Januar 1861 erhielten die Fahnen für die Teilnahme am Feldzug 1849 das Band des Militärehrenzeichens mit Schwertern.
Am Tage des Siegeseinzuges in Berlin erhielten die Fahnen der am Krieg teilgenommenen Truppenteile, sofern sie wie die de 15er noch kein 1813er Kreuz besaßen, ein in einem Lorbeerkranz stehendes Eisernes Kreuz an deren Fahnenspitze.
Das Aussehen der neu verliehenen Fahnen der Linien-Infanterie-Regimenter der Preußischen Armee wurde 1890 vom Kaiser vereinheitlicht und an den Achselklappen der Soldatenuniform nach dem jeweiligen Korps, zu dem das Regiment gehörte, ausgerichtet und entsprechend reglementiert. Die alten Fahnen wurden bei der nächsten Teilnahme des Regiments am Kaisermanöver durch die neuen ersetzt.
Laut der Bekanntmachung im Armee-Verordnungsblatt vom 3. August 1893 sank die Mindestgröße der Soldaten von 1,57 m auf 1,54 m. Das Regiment stellte in jenem Jahr das nach dem Gesetz vom 1. Oktober 1893 empfohlene IV. Bataillon, bestehend aus den neuen Kompanien 13. und 14., auf. Am 17. und 18. Oktober 1894 fand in Berlin die Weihe und Nagelung der neuen Fahnen der IV. Bataillone statt. Zur Vereidigung der neuen Rekruten auf dem Mindener Bastionshof wurde die Fahne am 22. Oktober durch den Regimentskommandeur im Beisein des Brigadekommandeurs dem Regiment übergeben.
Nach dem Ausscheiden des IV. Bataillons verblieb deren Fahne bei den 15ern und wurden fortan bei Paraden zusätzlich vom I. Bataillon getragen.
Am 1. Januar 1900 erhielten die vier Fahnen ein doppeltes schwarz-silbernes Band mit schwarz-silberner Quaste. Auf dem Bande befand sich eine goldene Spange (Säkularspange) auf deren einer Seite sich der Namenszug „W. II.“ mit Kaiserkrone befand, auf der anderen die Inschrift „1. Januar 1900“ und darunter „1. Juli 1813“ trägt.
1907 bestand die Fahne des I. Bataillons nur noch aus einem vielfach eingerissenen Stück schwarzer Seide, die Fahne des II. trug nur noch Überbleibsel von Seide, an der des III. war unterhalb der Spitze nur noch ein vielfach durchlöcherter und zerrissener Streifen schwarzer Seide festgeknotet. Sie sollten neue Fahnentücher (siehe nebenstehendes Muster) in der Farbe der Achselstücke erhalten.
Am 18. August, vor dem Kaisermanöver, fand in Cassel durch den Feldprobst Max Wölfing die Weihe der neuen Feldzeichen statt. Der Kaiser, die Kaiserin, Prinzessin Viktoria Luise, die Fürsten von Schaumburg-Lippe und Lippe und eine Abordnung des Regiments mit Kommandeur, Rasalski an der Spitze, Nagelten die Fahnen.
Auf der Kaiserparade wurden die Fahnen überreicht.
Im Juni 1915 wurden die Regimentsfahnen aus dem Felde zurück in die Heimat geschickt.

## Geschichte

### Gründung
Mit königlichen Befehl vom 5. Februar 1813 wurden das 1., 2., 3. und 4. Ostpreußische Musketier-Reservebataillon sowie das 1., 2. und 3. Litthauische Füsilier-Reservebataillon gebildet. Sie bildeten unter Oberst von Below eine Brigade. Diese diente ab dem 1. Juli 1813 zur Aufstellung neuer Regimenter.
Aus dem 3. und 4. Ostpreußischen Musketier-Reservebataillon, dem 2. Litthauische Füsilier-Reservebataillon und dem 3. Bataillon (Depotbataillon) des 2. Ostpreußischen Infanterieregiments entstand das „3. Reserve-Infanterieregiment“, welches auf allerhöchsten Befehl am 25. März 1815 zum Linienregiment umgewandelt wurde und die Bezeichnung 15. Infanterieregiment erhielt.
Major von Creilsheim vom 1. Pommerschen Infanterieregiment wurde der erste Regimentskommandeur.

### Garnison
- 1815
  - Münster – I. Bataillon
  - Bielefeld – II. Bataillon[9]
  - Herford – Füsiliere[10]

- 20. Juli 1820
  - Bielefeld – I. Bataillon

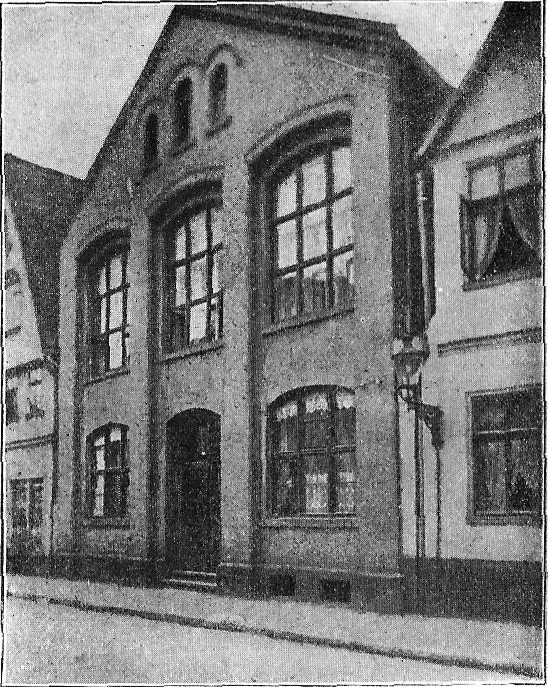
Altes Offizierkasino auf dem Kamp

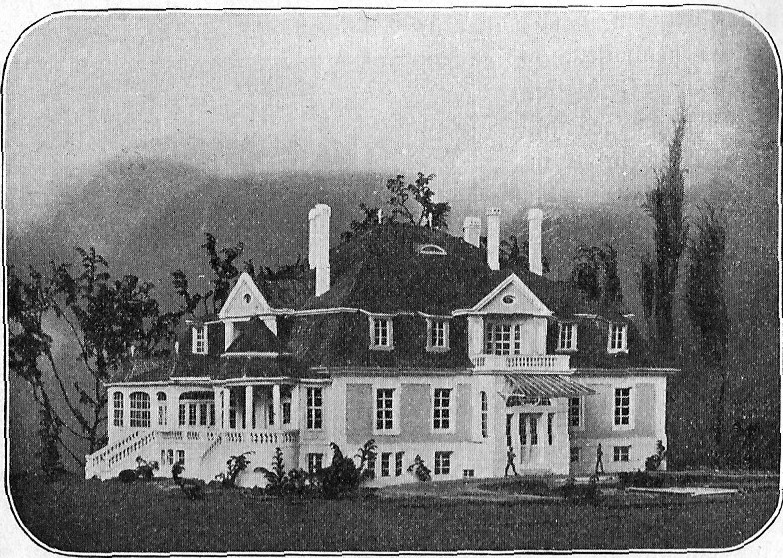
Ehemaliges neues Offizierkasino

  - Minden – Stab, II. Bataillon, Füsiliere

- 6. Oktober 1822
  - Minden – I. Bataillon, II. Bataillon
  - Bielefeld – Füsiliere
- 12. Januar 1832
  - Minden

- 1849/50 Hamburg (Danzig war vorgesehen)
- 1850
  - Münster – I. Bataillon und Füsiliere
  - Wesel – II. Bataillon
- 1855
  - Minden – I. Bataillon
  - Bielefeld – II. Bataillon und Füsiliere
- 1871
  - Minden
  - Bielefeld – Füsiliere
- 1877
  - Minden

Mindener Kasernen des 15. Infanterie-Regiments
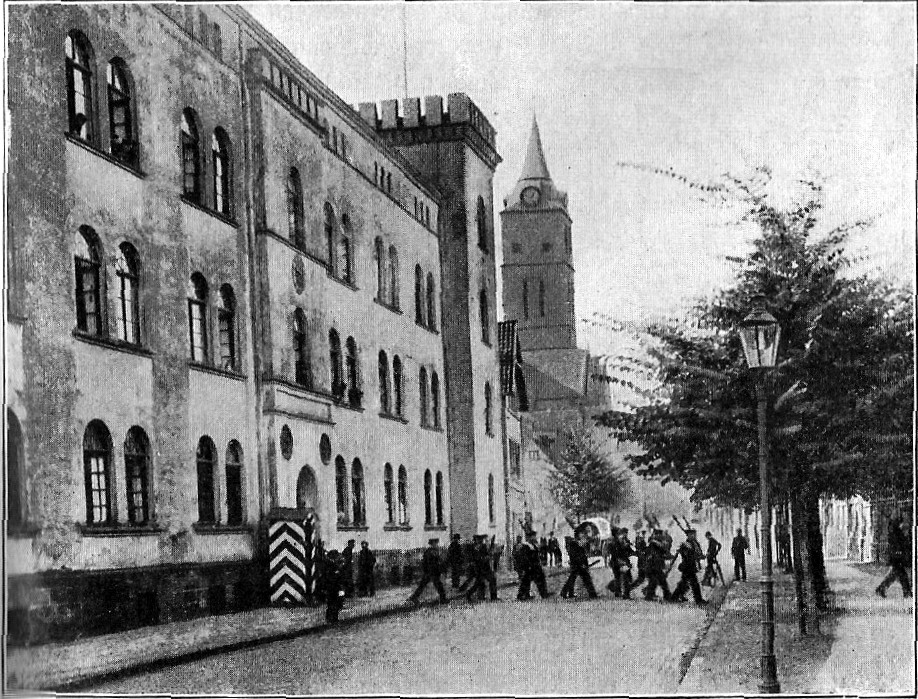
Kaserne des I. Bataillons („Marienwallkaserne“)
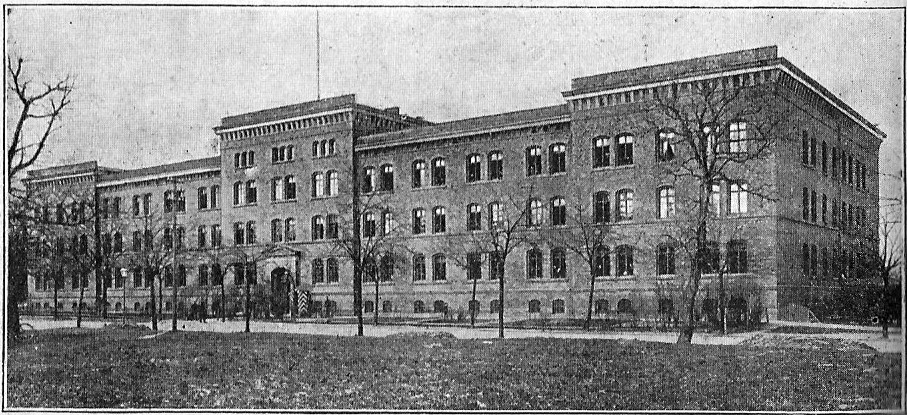
Kaserne des II. Bataillons
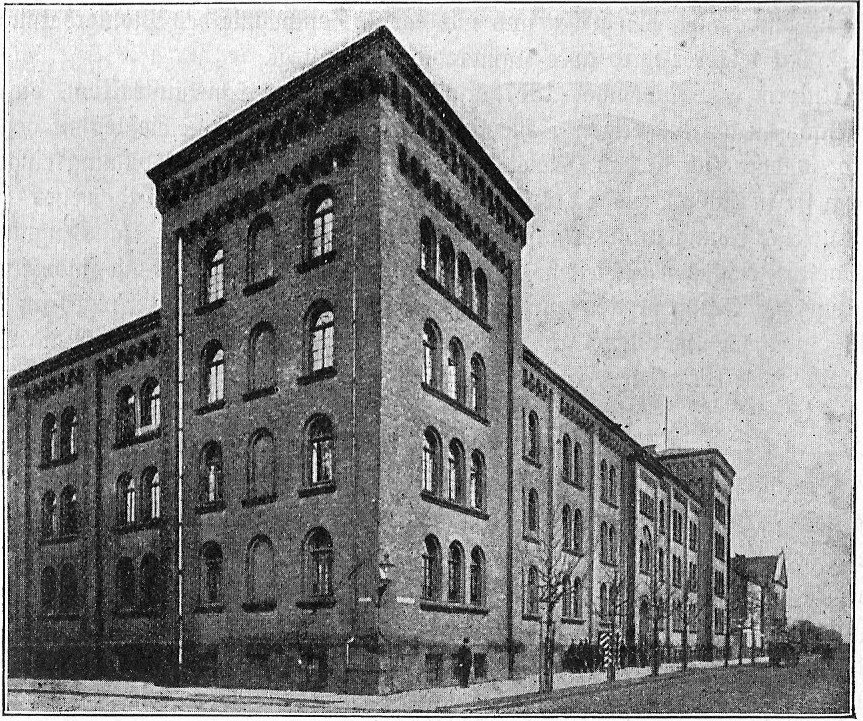
Kaserne des III. Bataillons („Bahnhofskaserne“)

### Die Friedenszeit des Regiments
Nach dem Pariser Frieden marschierte das Regiment über Minden nach Lippstadt in Westfalen. Auf seinem Weg dorthin, machte es am 20. Juli 1814 in Kassel Station und paradierte vor dem Kurfürsten von Hessen.
Erstmals besichtigte der Regimentsinhaber im August 1816 in Münster das Regiment. Bereits am 18. März 1817 verfügte er, dass er dem Regiment jährlich einen Betrag von 100 Dukaten als Beteiligung an dessen Musikkosten zukommen lassen wolle. Bei der Parade in Münster am 15. September 1817 führte der Chef sein Regiment dem König vor.
Gedächtnistafeln für die Gefallenen des Regiments wurden am 17. September 1817 in der Münsteraner Garnisonkirche aufgestellt. Diese Gedächtnistafeln wurden später in die Mindener Simeonskirche überführt.
Zur Enthüllung des Denkmals für die bei Belle Alliance gefallenen preußischen Soldaten wurde am 18. Juni 1818 die ganze Armee durch eine Abordnung des 15. Regiments vertreten.
Im ersten Halbjahr 1839 war das Regiment als Grenzpostierung am Rhein eingesetzt. Die Politik des französischen Außenministers Louis-Mathieu Molé wegen der Räumung Anconas und Belgiens hatte zu Unruhen in Frankreich geführt. Auf der deutschen Seite entstanden Kriegsängste und das führte zu Gegenmaßnahmen.
Das seit 1812 maßgebende, nach dem Frieden von Tilsit erarbeitete Exerzierreglement, wurde am 25. Februar 1847 durch ein Neues ersetzt, an dem der auf der Kriegsschule zu Berlin lehrende General Gustav von Griesheim einen entscheidenden Anteil hatte. Neu war, dass die Bataillonskolonne nicht mehr als die einzige Angriffsform angesehen wurde, sondern die Kompaniekolonnen eine Taktische Einheit bildeten.
Die Februarrevolution 1848 wirkte sich von Paris aus auch in Deutschlands großen Städten aus. Zur Aufrechterhaltung der Öffentlichen Ordnung sollte das Regiment bei Koblenz zusammengezogen werden. In Folge der Deutschen Revolution musste das Regiment dafür jedoch in seiner Heimatprovinz verwendet werden.
Als 1859 der Sardinische Krieg zwischen Österreich und Frankreich ausbrach, wurden in Deutschland Verwicklungen befürchtet. Das dem Regiment übergeordnete Korps wurde von Friedens- auf Kriegsstärke gesetzt und am 14. Juni auf Befehl des Prinzen von Preußen mobilgemacht. Als es nach Köln verlegt war, wurde der Friede von Villafranca unterzeichnet und die Korps kehrten in die Garnisonen zurück.
Zur Krönung Wilhelm I. am 18. Oktober 1861 in der Schlosskirche zu Schlosskirche wurden per AKO alle Regimentskommandeure mit der Fahne ihres I. Bataillons befohlen.

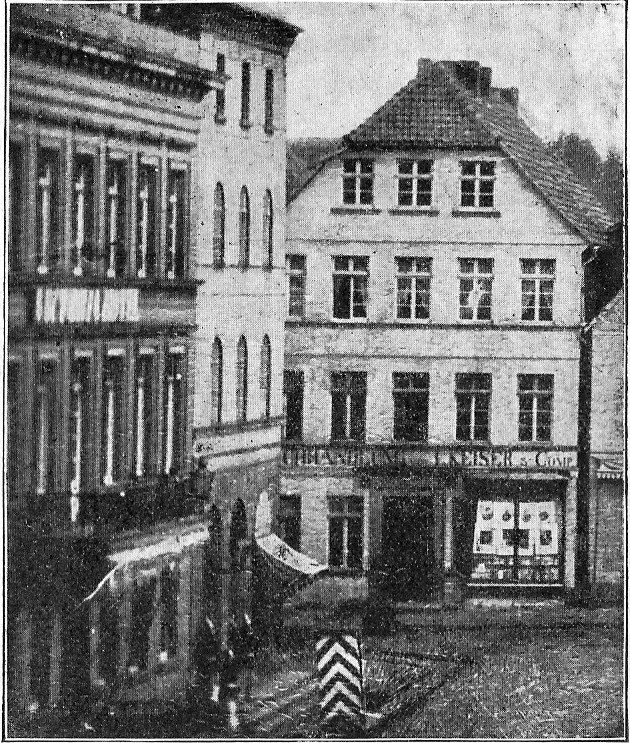
Alte Hauptwache am Platze der späteren Viktoriahalle des Viktoriahotels in Minden

Als in Holland die Rinderpest ausbrach und die Grenzen militärisch abgesperrt werden mussten, wurden Kompanien des Regiments in die Kreise Borken und Rees verlegt.
Hannoversche Reserven aus Hildesheim wurden im Gebrauch des Zündnadelgewehrs ausgebildet, welches Preußen im vorangegangenen Krieg einen nicht zu überschätzenden Vorteil einbrachte.
In Folge des Inkrafttretens der Verpflichtung zum Kriegsdienst für den Norddeutschen Bund im November 1867 wurde auch der Dienst der Einjährig-Freiwilligen und die Anwartschaft auf den Reserveoffizier, welches bis dahin im Wehrgesetz von 1814 festgelegt war novelliert. Nach diesem konnten sie sich jetzt den Truppenteil wählen, in dem sie nach dem aktiven Jahr Reserveoffizier werden wollten. Das Offizierkorps des Regiments verfügte am 1. Januar 1869 bereits über fünfzehn Reserveoffiziere.
Im Frühjahr 1867 erwählte der Kreis Minden-Lübbecke den Oberst von der Goltz zu seinem Vertreter im Norddeutschen Reichstag.
Anfang Juni 1869 hatte Preußens König auf einer Durchreise einen fast einstündigen Aufenthalt auf dem Mindener Bahnhof. Die Mannschaften standen vom „Kölner Tor“ bis in den Bahnhof hinein Spalier. Das Offizierskorps und Spitzen der Behörden hatten sich vor dem auf dem Bahnsteig errichteten Empfangspavillon versammelt.
Wenige Tage später folgte die Ernennung des Regimentskommandeurs zum Kommandeur der 26. Infanterie-Brigade.
Die Teilnehmer am Krieg gegen Frankreich 1870/71 wurden mit der aus der Bronze erbeuteter Kanonen gefertigten Denkmünze ausgezeichnet. Ebenso verfügte der Kaiser, dass in jeder Kirche der Monarchie eine Tafel errichtet werde solle, welche unter der Aufschrift „Aus diesem Kirchenspiel starben für König und Vaterland“ die Namen der in den drei letzten Feldzügen Gefallenen enthalten sollte. Sie hängen neben der Tafel von 1813/15 in der Simeonskirche.
Mit Ablauf des Jahres 1874 wurde die Festungskommandantur Minden aufgelöst. Sie ging an der Stab der 26. Infanterie-Brigade über, die von Münster nach Minden verlegt wurde.
Im Jahr 1876 erschien der Regimentschef in der Uniform des Regiments zu den Feierlichkeiten anlässlich der sechzigsten Wiederkehr des Jahrestages seiner Ernennung.
Im Herbst 1877 wurden die Füsiliere in Bielefeld durch das II. Bataillon des Mindener Infanterie-Regiments Nr. 55 ersetzt.
Als am 8. September 1881 der Chef des Regiments verstarb, legte das Regiment, auf aller höchsten Befehl, für acht Tage Trauer an. Auf seiner Beisetzung in Delft wohnte, auch auf aller höchsten Befehl des Kaisers, eine aus dem Regimentskommandeur, einem Stabsoffizier, einem Hauptmann und einem Leutnant bestehende Deputation des Regiments bei.
In der Nacht vom 10. auf den 11. Mai 1889 wurde das II. Bataillon per Bahn nach Dortmund gesandt. Es sollte bei der Unterdrückung von Unruhen im Kohlerevier mitwirken. Es blieb sechs Wochen dort, wurde aber nicht eingesetzt.
Im Jahre 1892 wurde vom VII. Armee-Korps der Truppenübungsplatz Senne bei Paderborn für gefechtsmäßigen Schießübungen und Exerzieren in größeren Verbänden erworben. Das Regiment war Teil des ersten dort übenden Verbandes und übten von da an alljährlich für die Dauer von zwei Wochen. Nur 1899 und 1904 wurde der Truppenübungsplatz Friedrichsfeld bei Wesel genutzt.
Für die Truppenübungen wurde das Regiment zunächst per Bahn zum Paderborner, nach dem Anschluss Brackwedes zu diesem Bahnhof, befördert. Der Marsch von dort zum Lager wurde mit einer Übung gegen das Infanterie-Regiment Nr. 158 verbunden.
Im gleichen Jahr wurden dem Regiment die ersten Fahrräder, sechs pro Bataillon, überwiesen.
Zur Einweihung des Kaiserdenkmals auf dem Wittekindsberge stellte das Regiment für den Kaisers die Ehrenkompanie. Sie bestand aus älteren Jahrgängen des Regiments.
Bis 1910 wurde die Kaserne des II. Bataillons ausgebaut, das 1909 um eine MG-Kompanie erweitert worden war.
Den Bemühungen des Oberst von Morgen war es zu verdanken, dass 1910 das neue in nächster Nähe zu dem Schwanenteich und der städtischen Parkanlagen gelegenen Offizierskasino bezogen werden konnte.
Während des Bergarbeiterstreiks von 1912 wurde am Vormittag des 14. März 1912 erneut das II. Bataillon mit der 1909 gebildeten Maschinengewehr-Abteilung nach Dortmund verlegt. Die Truppen sollten nur im Dortmunder Umland und nicht in der Stadt selbst zur Niederschlagung etwaiger Unruhen eingesetzt werden. Der Streik endete früher als erwartet bereits am 20. März.
Am 1. Juli 1913 beging das Regiment seine Feier zum 100-jährigen Bestehen. Nach dem Zapfenstreich am 30. Juni wurde nach dem „Grossen Wecken“ die Feier mit Feldgottesdienst und Parade begangen, die der ehemalige Regimentskommandeur General der Infanterie von der Boeck abnahm. Der Nachmittag vereinte aktive und ehemalige Regimentsangehörige auf der Kanzlersweide.
Im Sommer 1914 bewirkte das Attentat von Sarajevo eine früher als geplante Abreise vom Truppenübungsplatz.

#### Observationskorps
Die Julirevolution in Frankreich hatte auch Auswirkungen auf die Nachbarländer. Der Wiener Kongress hatte Belgien mit Holland zu einem Königreich verbunden. Belgien löste sich 1831 von Holland und konstituierte ein eigenes Königreich. Bemühungen um einen friedlichen Ausgleich scheiterten, da Holland die Zitadelle von Antwerpen besetzt hielt und sich weigerten diese an Belgien auszuliefern. Die französische Armee belagerte Antwerpen daraufhin im Herbst 1832.
Das französische Vorgehen veranlasste den König von Preußen am 3. November 1832 ein Observationskorps an der Maas aufzustellen. Es hatte eine Stärke von drei Infanterie-Brigaden (darunter die 13. Brigade), zwei Schützenabteilungen, 16 Eskadronen, neun Batterien und einer Pionierabteilung. Den Oberbefehl erhielt General Karl von Müffling genannt Weiß, bis dahin Kommandierender General des VII. Armee-Korps.
Das Regiment verließ im Kriegsetat (Kriegsstärke) seine Garnisonen. Während der Abwesenheit wurde in Minden das Ersatzbataillon formiert.
Die Zitadelle fiel am 23. Dezember durch Kapitulation und wurde von den Franzosen an Belgien übergeben.
Nach der Rückkehr der französischen Truppen nach Frankreich, wurde das Korps überflüssig und zu Beginn des Jahres 1833 aufgelöst. Das Regiment traf am 31. Januar 1833 wieder in seinen Standorten ein.

#### Kurhessischer Verfassungskonflikt
Im Juli 1850 wurde das Regiment dem I. Armee-Korps mit Danzig als neuer Garnison zugeteilt und verließ seine bisherige Garnison Hamburg. Auf dem Weg nach Danzig wurde das Regiment bereits in Magdeburg angehalten und zunächst nach Köln umgeleitet, von wo es den unter General Karl Adolf von Strotha bei Kreuznach versammelten Korps zugeteilt wurde. Grund für diese Aktion war der Kurhessische Verfassungskonflikt.
Am 23. Oktober wurden unter dem Oberbefehl des Generals von Groeben die Grenzen des Kurfürstentums überschritten. Bayerische Truppen überschritten am 1. November die südliche Grenze. Nachdem alle Versuche auf eine Verständigung gescheitert waren, befahl der König von Preußen am 6. November die Mobilmachung. Ein Krieg wurde durch die Olmützer Konvention vom 29. November 1850 jedoch verhindert.

#### Kaisermanöver
- 1877: In dem bei Stockum stattfindenden Manöver nahm das Regiment erstmals teil. Die Kaiserparade fand am 3. September an der Straße Düsseldorf-Kaiserswerth statt. Das Kaiserliche Hauptquartier, bei dem eine aus allen Infanterieregimentern des Armeekorps zusammengestellte Ehrenkompanie den Wachtdienst versah, befand sich in Benrath.
- 1884: Bei der am 19. September bei Wevelinghoven in der Nähe von Grevenbroich stattfindenden Parade nahmen das VII. und VIII. Armee-Korps teil. Das kaiserliche Hauptquartier befand sich wieder in Benrath. Zur Ehrenkompanie wurde Leutnant Maercker vom Regiment abkommandiert.
- 1889: Die Parade des VII. Armee-Korps fand am 12. September auf der Mindener Heide statt. An diesem Tag wurde der General der Infanterie z. D. Kuno von der Goltz durch AKO à la suite des Regiments gestellt. Das Manöver wurde vom VII. und X. Armee-Korps in der Gegend von Coppenbrügge ausgeführt.
- 1898: Die Parade des VII. Armee-Korps, das für das Manöver eine Kavalleriedivision verstärkt worden war, fand am 5. September auf der Mindener Heide, am Tage der Manöverführung durch den Kaiser in der Wesergegend bei Minden statt. Die Fahnenkompanie, an deren Spitze der Kaiser ritt, wurde von Regiment gestellt.
- 1907: Die Parade des VII. Armee-Korps fand am 30. August in Münster statt. Hier wurden die neuen Fahnen durch den Kaiser übergeben. Zu Beginn der darauf folgenden Parade überbrachte Generalleutnant van Erkel Scherer der niederländischen Armee dem Regiment Grüße seiner Chefin. Das Manöver zwischen dem VII. und X. Armee-Korps fand im Dreieck Höxter-Driburg-Warburg statt.

#### Preisschießen
Um die Qualität des Schießens zu verbessern, fand ein jährliches Preisschießen für Offiziere und Unteroffiziere des Korps statt.
- Der beste Offizier erhielt einen Degen, der mit Namenszug Se. Majestät versehenen war.
- Der beste Unteroffizier erhielt eine goldene Uhr.

Ab 1890 erhielten:
- der beste Schütze der am besten schießenden Kompanie des Korps ein Kaiserabzeichen,
- der Kompaniechef ein silbernes Schild,
- das Offizierkasino des Regiments eine Kaiserbüste als bleibendes Erinnerungszeichen.

Mit Allerhöchster Kabinettsorder wurde es, als nicht mehr zeitgemäß abgeschafft und durch das Vergleichsschießen ersetzt. Zudem wurde das Gefechtsschießen des Regiments erstmals in der Gruppe abgehalten.
Am 27. Januar 1895 bestimmte der Kaiser, dass die Kompanie, die in ihrer Gesamtleistung beim Schießen innerhalb des Korps das beste Gesamtergebnis hatte, ein von sämtlichen Mannschaften auf dem rechten Oberarm zu tragendes Kaiserabzeichen erhalten solle. Desgleichen erhielt das betreffende Regiment den Kaiserpreis und der Kompaniechef ein Erinnerungszeichen.
Das Regiment erschossen sich das Kaiserabzeichen von 1902, 1904 und 1912.
Der Kaiserpreis bestand 1902 aus einer Büste Wilhelms II. und 1904 aus einer von Friedrich III. Der Kompaniechef, Hauptmann Ludwig Trettner, erhielt einen mit Schießemblemen verzierten Schild bzw. einen silbernen Becher.

### Expeditionsstreitkräfte
Angehörige des Regiments versahen auch freiwilligen Dienst in den Verbänden des Ostasiatischen Expeditionskorps und den der Schutztruppen Südwestafrikas. Während der Einsatzzeit schieden die Freiwilligen aus dem Etat des Stammregimentes aus.

#### Boxeraufstand

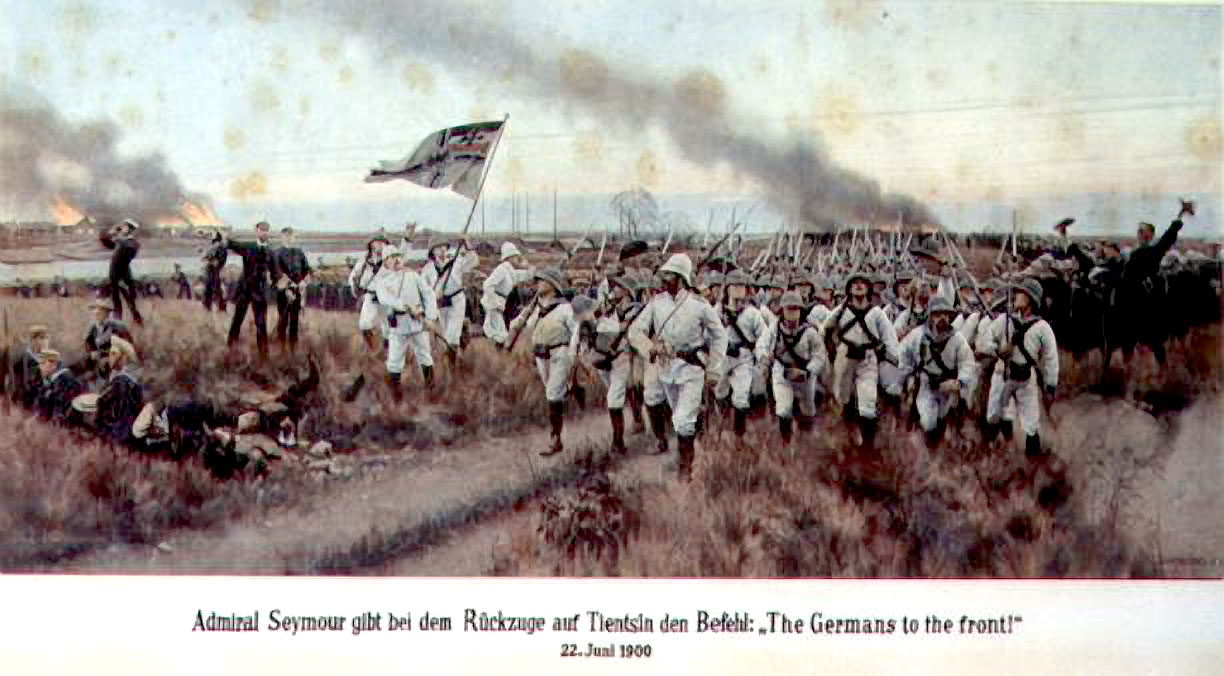
Deutsche Truppen auf zeitgenössischer Postkarte

Der Boxeraufstand bedrohte ab 1900 deutsche Interessen in dem 1897 durch Pacht erworbenen Kiautschou. Durch die Ermordung des deutschen Gesandten in Peking, Clemens von Ketteler, wurde am 9. Juli durch AKO die Bildung eines Expeditionskorps befohlen. Zum Dienst in Ostasien meldeten sich fünf Unteroffiziere und 45 Mann als Freiwillige. Dekoriert mit der China-Denkmünze kehrten fast alle im Herbst 1901 in die Heimat zurück.

#### Herero- und Nama-Aufstand

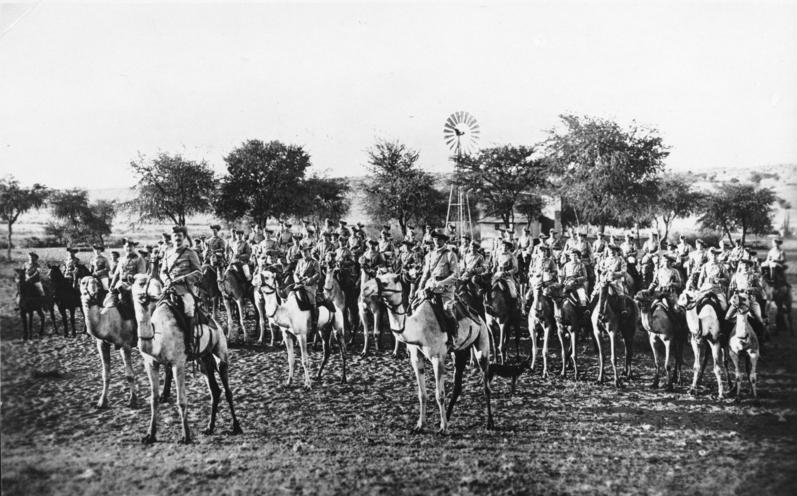
Kamelreiterkompanie der deutschen Schutztruppe während des Herero-Aufstands, 1904

Mitte Januar 1904 drangen die ersten Nachrichten vom Aufstand der Herero nach Deutschland. Bereits am 17. Januar erging der Befehl zur Mobilmachung eines Marine-Expeditionskorps.
Die Lage erforderte eine deutliche Verstärkung der Schutztruppen aus den Reihen der Armee. Wie beim Boxeraufstand, gab es auch diesmal eine Vielzahl von Freiwilligen. Aus dem Regiment meldeten sich zwei Offiziere, ein Sanitätsoffizier sowie 23 Mann freiwillig zum Dienst. Ein Gefallener war zu beklagen.
Den Teilnehmern an den Kämpfen in Südwestafrika wurde die am schwarz-weiß-roten Bande zu tragende Südwestafrika-Denkmünze verliehen.

### Feldzüge

#### Befreiungskriege

##### Herbstfeldzug von 1813
Am 16. August 1813 lief der vereinbarte Waffenstillstand aus.
Nordarmee (Kronprinz Bernadotte)
- IV. Armeekorps (Bogislav Friedrich Emanuel von Tauentzien)
  - Brigade (von Lindenau)
    - 3. Reserve-Infanterieregiment

Das Regiment lag zu diesem Zeitpunkt südlich Berlins. Seine Feuertaufe sollte es am 23. August erhalten. Der Vormarsch auf dem rechten Flügel des Korps führte das Regiment, als Avantgarde aus Jühnsdorf kommend, am Morgen des 23. August in das Gefecht bei Blankenfelde. General Henri-Gatien Bertrand ließ eine italienische Brigade von dort durch den Wald in Richtung Jühnsdorf vorgehen. Hier traf diese auf das Regiment, welches die Brigade zwang, sich zurückzuziehen.
Bei der Schlacht bei Dennewitz war das Regiment im ersten Treffen am rechten Flügel auf dem Höhenzug der Dennewitzer Kiefern eingesetzt. Als der vorrückende rechte Flügel in das Kartätschfeuer geriet, musste es sich zurückziehen. Da der Feind von Dennewitz kommend immer stärker wurde, erhielt das Regiment den Befehl zum Rückzug. Dieser wurde echelonweise (staffelweise) durchgeführt.
Die französischen Generäle, denen so die Straße nach Jüterbog in die Hand gefallen war, nahmen fälschlicherweise an, dass der Weg frei sei und rückten nach. Bülows III. Armee-Korps griff sie jedoch dann von der Flanke her an.
Während des Aufenthalts von General Blücher in Bautzen wurde der Entschluss gefasst, die Schlesische Armee mit der Nordarmee zu vereinigen. Diese geschah mit den Truppen Tauentziens am 30. September in Elsterwerda. Da General Tautzien den Befehl erhielt, die französischen Elbfestungen von Torgau und Wittenberg zu erobern, nahm das Regiment an der Völkerschlacht bei Leipzig teil. General Leopold Wilhelm von Dobschütz sollte Wittenberg am rechten Elbufer einschließen, während das verbleibenden Korps zur Belagerung von Torgau zog. Als sie in Zerbst angekommen waren, traf dort der in Leipzig gefangene König von Sachsen, Friedrich August I., ein. Ihm stellte das Regiment eine Ehrenwache.
In Zerbst wurden die Musketierbataillone vor dem Fort Zinna postiert. Nach der Kapitulation Torgaus am 26. Dezember, wurde Creilsberg zum Oberstleutnant befördert. Durch die Kapitulation verschlechterte sich die Lage der Wittenberger Festung stetig und führte zu deren Einnahme am 13. Januar 1814.
Nach dem Abzug des Korps am 10. Januar 1814 erhielt es den Befehl nach Magdeburg zu marschieren. Hier besetzte das Regiment die in der Einschließungslinie liegenden Dörfer Nieder-Dodeleben und Schnarsleben. Am 1. April 1814 versuchte der Feind erfolglos den Ausfall in drei Richtungen. Die Blockade von Magdeburg wurde am 20. April 1814 aufgehoben.

##### Sommerfeldzug von 1815
Nachdem Napoleon am 22. März Elba verlassen hatte, erhielt das Regiment Marschbefehl zunächst an den Rhein und traf am 14. Mai in die Nähe von Lüttich ein. Dort es bis zum Ausbruch der Feindseligkeiten.
Am 16. Juni befand sich das IV. Korps im Anmarsch auf Ligny und war am Abend der Schlacht bei Ligny noch etwa zwei Stunden von dem Schlachtfeld, am Tombeau de l'empereur, entfernt. Am Tage darauf versammelte sich die preußische Armee in Dion-le-Mont. Am Morgen des 18. weilte General Blücher beim Korps, als es in Richtung Wavre aufbrach.

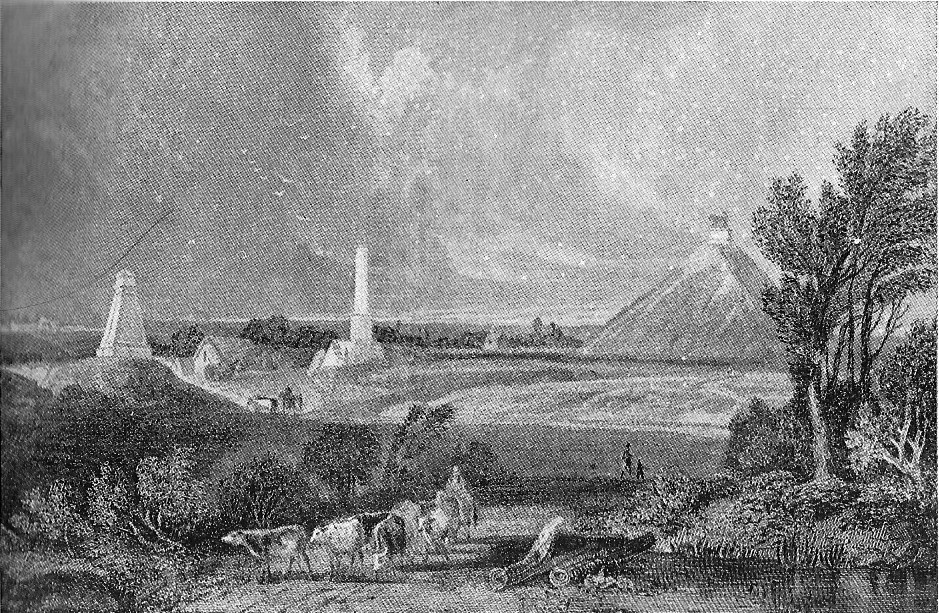
Schlachtfeld von Belle-Alliance, 18. Juni 1815

Die 16. Brigade geriet im Vormarsch bei den Höhen von Plancenoit in heftiges Artilleriefeuer. Der Brigadekommandeur, Oberst von Hiller, bezeichnete das einzelne Haus, später Belle-Alliance genannt, auf der Anhöhe rechts des Dorfes als den Schlüssel der feindlichen Position. Bei seinem Bericht nach der siegreichen Einnahme des Dorfes und dem Ende der Schlacht bei Waterloo wurden die 15er von Oberst Hiller lobend erwähnt.
Bei der Verfolgung der sich in Auflösung befindliche französische Armee fiel den 15er Füsilieren unter Generalleutnant Gneisenau bei Genappe Napoleons Staatswagen in die Hände. Nach der Pariser Kapitulation zog das IV. Korps am 9. Juli 1815 in die Stadt ein.
Das Regiment wurde am 14. Oktober 1815 von General Blücher in Vendôme aufgesucht. Vor diesem paradierte es am nächsten Tag. Am 18. Oktober paradierte das Regiment als Teil der anwesenden preußischen Truppen, sowie die englischen Truppen auf dem Marsfeld zu Paris.
Das Regiment schied am 4. Dezember in Saarbrücken aus dem Brigadeverband aus und kam am 9. Januar 1816 in Münster an. Das II. und das Füsilierbataillon verließen die Stadt am 11. Januar nach Bielefeld und Herford.

#### Schleswig-Holsteinischer Krieg
Nach dem Ablauf des Waffenstillstands von Malmö wurde am 10. März 1849 die Mobilmachung einer Division an der Grenze Jütlands befohlen. Das Regiment wurde der 2. Infanterie-Brigade (Oberst von Chamier) unterstellt, die zur preußischen Division „von Hirschfeld“ des Bundesheer gehörte.
Die Dänen wurden am 6. Mai im Gefecht bei Alminde und Viuf zurückgedrängt. Es folgten die Gefechte in Dons und bei Vejle. Nach dem Gefecht bei Aarhus Ende Mai erreichte das Regiment am 20. Juli die Nachricht von dem am 10. Juli in Berlin geschlossenen Waffenstillstand und trat den Rückzug an.
Als erste preußisches Bataillon erreichte das II./15 die Freie und Hansestadt Hamburg. Da es daraufhin in Hamburg zu Unruhen kam, wurde die Stadt mit zehn Bataillonen, einem Husarenregiment und einer Batterie belegt. Die Besatzung blieb bis in den Spätherbst 1850 bestehen. Die 15er Bataillone verließen Hamburg im Juli 1850.

#### Deutsch-Dänischer Krieg

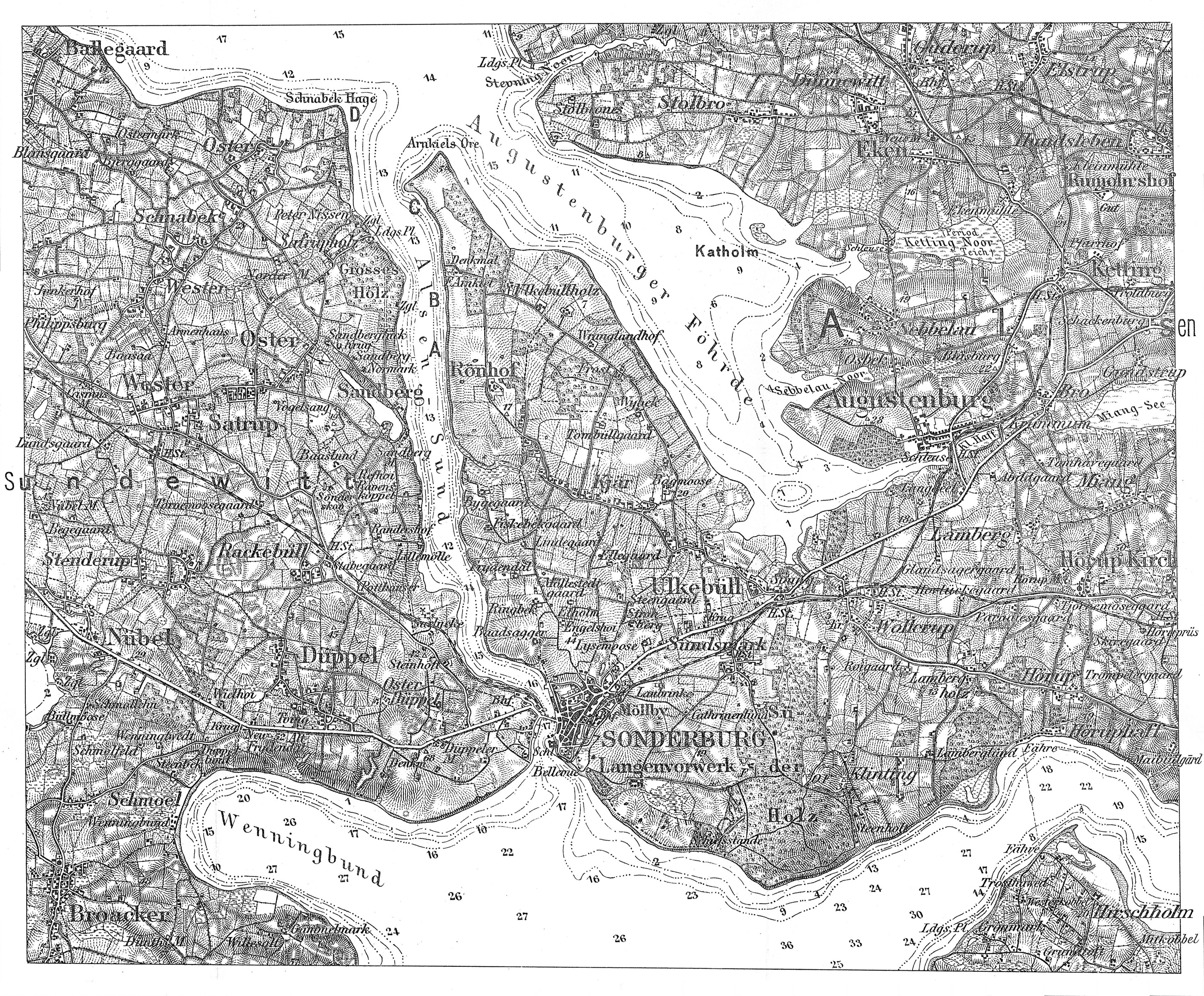
Übergang nach Alsen

Abermals aufgrund der Schleswig-Holstein-Frage erging am 17. Dezember 1863 der Befehl zur Mobilmachung. Ende Januar war das Regiment bei Kiel. Als General Christian Julius de Meza die Forderung des Oberkommandierenden der preußischen Truppen, Friedrich von Wrangel, Schleswig zu räumen ablehnte, schickte Wrangel das II. Korps gegen Danewerk bei Schleswig vor.
Beim Gefecht von Missunde am 2. Februar 1864 gehörte die 11. und 12. Kompanie vom Füsilierbataillon des Regiments zur Vorhut des I. Korps und ging erfolglos gegen die Schanzen südlich Missunde vor. Das Regiment hatte vor Missunde 11 Tote, 1 Vermissten und 47 Verwundete zu verzeichnen, die höchsten Verluste eines preußischen Regiments in dem Gefecht. Nach Abbruch des Angriffs ging das Füsilierbataillon zurück und sammelte sich vor Cosel.
Am 12. Februar 1864 trafen Herren aus Minden und Bielefeld bei dem Regiment in Flensburg ein, um sich nach dessen Ergehen zu erkundigen und Liebesgaben zu überbringen.
Fünf Tage später wurde die Brigade in die erste Vorpostenlinie vor Düppel verlegt, wobei dem Regiment der Abschnitt vom Meer bis Ulderup zufiel. General von Goeben machte derweil durch kleine Rekognoszierungsgefechte die Offiziere mit deren Umgebung vertraut. In der Schlacht von Alsen kam auch das Regiment zum Einsatz.
Um den preußischen rechten Flügel zurückzudrängen, ging der dänische Oberst Otto von Bülow mit zwei Regimentern von den Potthäusern am 17. März gegen das Rackebüller Gehölz vor. Nach dem dortigen achtstündigen Gefecht bei Rackebüll gelang es der 1. Kompanie des Regiments, in dessen Reihen sich zu jener Zeit General Goeben befand, Kapitän Bauditz vom 5. Seeländischen Regiment gefangen zu nehmen. Für sein tapferes Verhalten in diesem Gefecht wurde der Hauptmann und Chef der 7. Kompanie Emil Krieg (1826–1877) in den Adelsstand erhoben. Um Düppel zu behaupten (Brigade „Roeder“), war es unerlässlich, dass Rackebüll gehalten würde.
Während des Sturmes auf die Düppeler Schanzen, an dem nur das I. Bataillon teilnahm, band General Goeben mit seiner Brigade mehrere dänische Bataillone auf der gegenüberliegenden Insel Alsen.
Mit dem Auslaufen der nun eintretenden Waffenruhe, die am 12. Mai nach Friedensverhandlungen in London in Kraft trat, nahmen die Dänen am 25. Juni wieder die Feindseligkeiten auf.

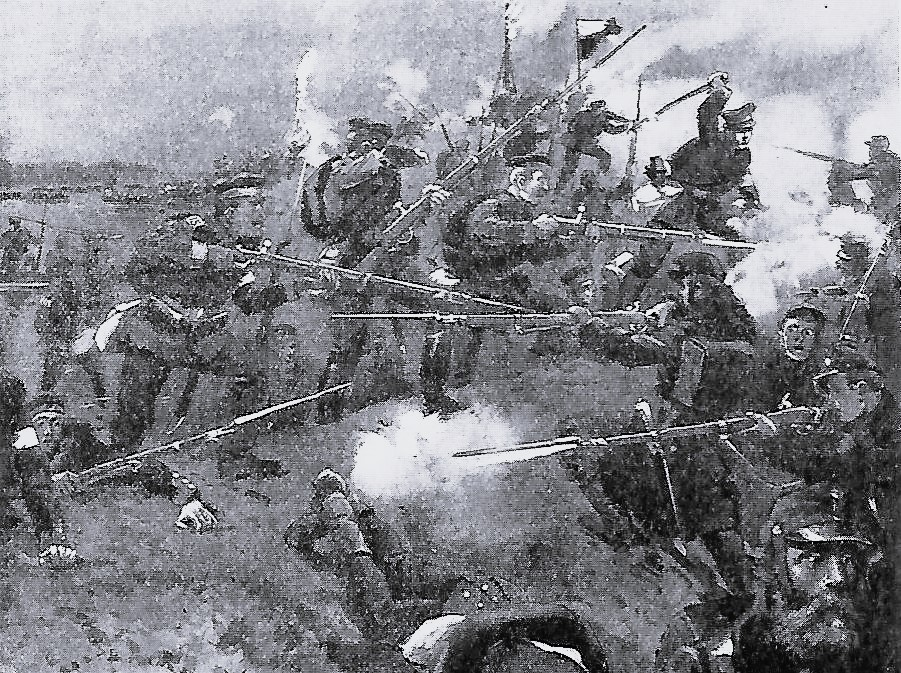
Gemälde: Übergang nach Alsen

Nachdem Wrangel den Oberbefehl niedergelegt hatte und der Prinz an dessen Stelle trat, führte General Eberhard Herwarth von Bittenfeld das I. Korps. Der dänische Kriegsminister Carl Lundbye befürchtete einen Handstreich auf Fünen und besetzte diese Insel stärker, was die Besatzung Alsens schwächte. Da Österreich sich aber nicht zu einem Handstreich auf Fünen bewegen ließ, entschloss sich Prinz Friedrich Karl zunächst die Dänen auf Alsen anzugreifen und das I. Korps erhielt den Befehl die dortige Landung in der Nacht zum 29. Juni auszuführen.
Wie im Übergangsbefehl vorausgesagt, kam es bei Kjaer an der Einmündung der Augustenburger Förde in den Sund zum Gefecht. Das Regiment griff mit ihrer Brigade Kjaer aus nordwestlicher Richtung an. Nach der Eroberung Kjaers griff die Brigade „Bülow“ aus südlicher Richtung an. Als dieser Angriff erfolglos war, wurde sie durch die Brigade „von Goeben“ bis Sonderburg zurückgedrängt, wo das Gefecht zum Stehen kam. Nach der Einnahme Sonderburgs verblieb das Regiment dort.
Nachdem Kjaer erobert war, sah der dänische General Peter Frederik Steinmann Alsen bereits als verloren an und forderte Transportschiffe aus Fünen an, um sich staffelweise nach Kekenis zurückziehen zu können.
Die Truppen die an der Eroberung Alsen teilgenommen hatten, wurden mit dem Alsenkreuz ausgezeichnet. Oberstleutnant Kuno von der Goltz wurde hierfür mit dem Orden Pour le Mérite ausgezeichnet. Die Verwundeten wurden auf die Lazarette der Ortschaften verteilt und sind u. a. auf dem Friedhof von Broager bestattet.

#### Deutscher Krieg
Die Mobilmachungsorder für den Bereich des VII. Armee-Korps traf am 8. Mai 1866 ein. Die Division erreichte die am Tage zuvor vom Militär verlassene Garnisonshauptstadt und traf dort mit der aus Elb-Herzogtümern formierten Division des Generals Edwin von Manteuffel, der Division „Manteuffel“, zusammen. Das am 22. erreichte Göttingen, wo die 13. Division verbleiben sollte, hatten die Österreich unterstützenden Hannoveraner bereits am 21. mit der Absicht verlassen, sich mit den aus Süden kommenden Bayern zu vereinigen.
Nach der Kapitulation des Königreich Hannover wurde das Korps Teil der Mainarmee.

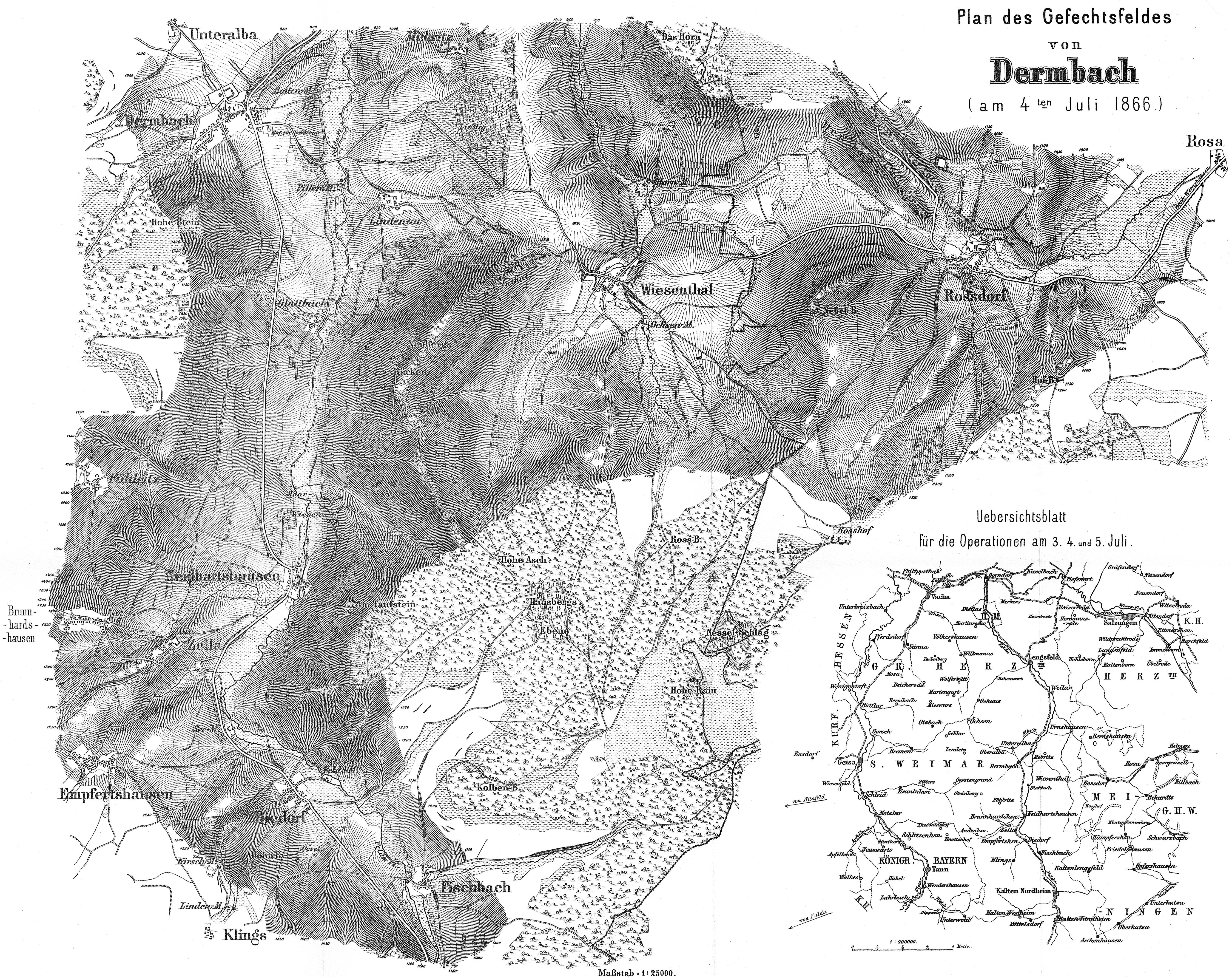
Gefechte bei Dermbach

Bei den vom 4. Juli bezeichneten Gefechten von Dermbach kämpfte das Regiment, deren Brigade der Division „Hartmann“ zugeteilt war, in Wiesenthal.
Als das Ziel des Bundesheeres, die Vereinigung des VIII. Bundeskorps mit dem VII. (Bayern), nicht erreicht worden war, wendete sich General Falckenstein dem VII. Bundeskorps (Bayern) zu und sandte die Division mit dem Regiment nach Kissingen, um von dort aus weiter nach Schweinfurt vorzurücken. Als bekannt wurde, dass das Korps bereits in Kissingen stand, wurde die Division „Manteuffel“ ihnen nachgesandt.
Während ein Bataillon bei der Division „Goeben“ in der Schlacht die Stadt Kissingen mit eroberten, wurden die beiden anderen Bataillone des Regiments durch das Kaskadental zum Salzwerk Friedrichshall nahe der Saale gesandt, welche mangels noch bestehender Brücken nicht passiert werden konnte. In Verbindung mit der Division „Manteuffel“ kämpfte es siegreich in dem mehrstündigen Gefecht bei Friedrichshall. Dort bezog das Regiment im Anschluss Quartier. Mit diesem Sieg endete das Gefecht für das Regiment. Die Division zog weiter nach Winkels, das Regiment bezogen in Friedrichshall Quartier.
Als Falckenstein am 11. Juli aus dem Hauptquartier die Nachricht erreichte, dass für die voraussichtlichen Waffenstillstandsverhandlungen die Besetzung der Länder nördlich des Mains wichtig wäre, ordnete er einen sofortigen Rechtsabmarsch der Mainarmee in Richtung Frankfurt an. Da deren beiden anderen Divisionen morgens ihren Vormarsch auf Schweinfurt fortgesetzt hatten, bildete die Division der 15er hierbei die Avantgarde.

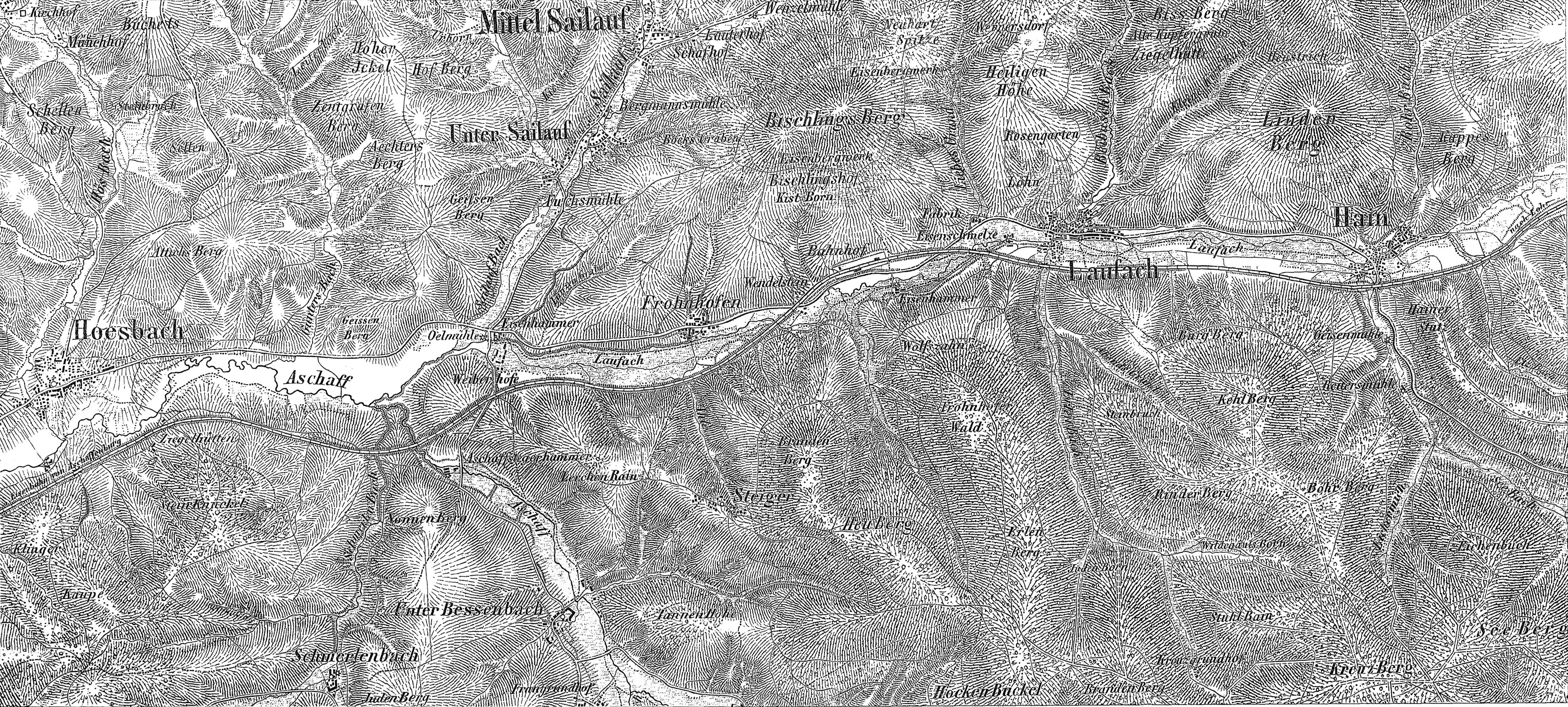
Gefecht bei Laufach-Fronhöfen

Als das Regiment in Laufach ankamen, ließ der General dort Biwak beziehen. Die Vorposten der Brigade meldeten jedoch nach kurzem den Anmarsch „beträchtlicher“ feindlicher Truppen. Das Gefecht bei Frohnhofen begann zwischen der 26. Infanterie-Brigade und der Großherzoglich Hessischen Division unter dem Befehl des Generals Frey. Sein Vorgesetzter General Pergler von Perglas hatte ihm den Angriff befohlen, sowie zu seiner Unterstützung die Nachsendung einer zweiten Brigade avisiert. Beim Beginn des überraschenden Angriffs lösten die in Wendelstein (Laufach) verbliebenen Füsiliere gerade die des Infanterie-regiments Nr. 55 am Westrand Frohnhofens ab und der Angriff der Brigade „Frey“ wurde abgeschlagen. Eine halbe Stunde später ging die eingetroffene 2. hessische Brigade unter General Stockhausen gegen das Dorf vor. General Wrangel hatte derweil die beiden anderen Bataillone des Regiments von ihrem Lager hinter die Flügel der Vorpostenstellung vorgeschoben und der Angriff, sowie weitere dem folgende, wurde abgeschlagen.
Bei hereinbrechender Dunkelheit ließ General Wrangel seine vorerst für die Nacht Biwak beziehen. Am nächsten Tag nahm die Division die Verfolgung des sich nach Aschaffenburg zurückziehenden Feindes auf. Die Brigade „Wrangel“ bildete deren Flügelkolonne rechts des Mains. Das Regiment wurde als Vorhut über die Berge geschickt, da das Dorf Hoesbach im vor ihnen gelegenen Aschafftal als vom Feind besetzt gemeldet war. Als die Bayern das Regiment bemerkten, suchten sie sich nach Aschaffenburg zurückzuziehen. Das Regiment wiederum schnitt ihnen den Weg ab. Im Gefecht um Hoesbach konnten das Regiment das Vorhaben jedoch unterbinden.
Nachdem es eine Umgehung entlang des Bahndamms erreichten das Regiment wieder ihre Brigade auf dem gerade vom Infanterie-Regiment Nr. 55 eroberten Aschaffenburger Bahnhof. Daher verließ das Regiment Aschaffenburg unverzüglich wieder, um die Bewachung der Eisenbahnbrücke bei Stockstadt zu übernehmen. In Amorbach erreichte das Regiment der Befehl, wie bereits 1864, zum Zweck der Wiedererkennung durch die anderen eine weiße Armbinde um den linken Oberarm anzulegen.

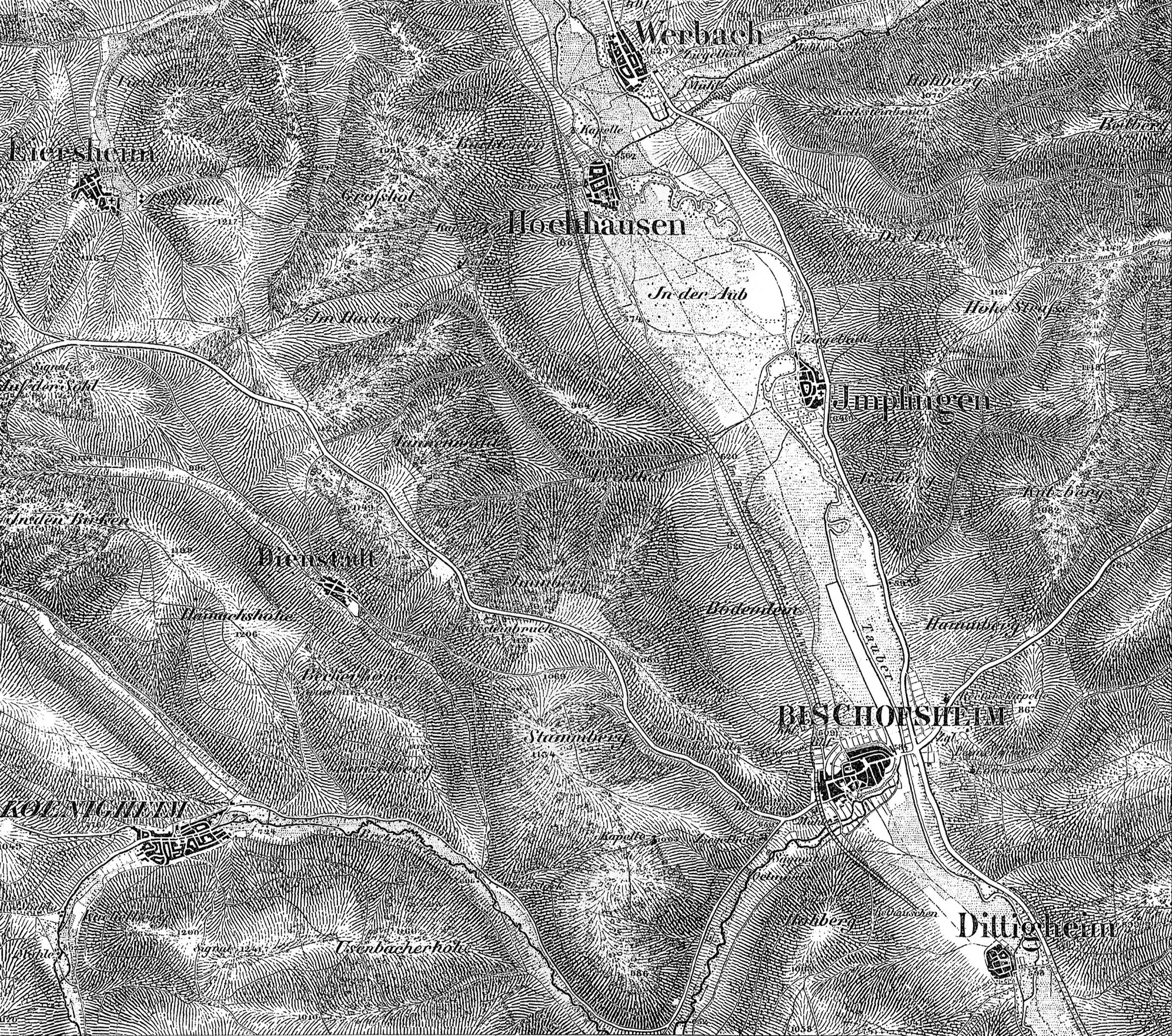
Gefecht von Bischofsheim und Werbach

Oberst Goltz führte ein aus seinem I. Bataillon und Füsilieren, sowie drei Eskadronen des Husaren-Regiments Nr. 8 bestehendes Detachement als Avantgarde auf Königheim. Nach Einnahme von Königheim kehre das Detachement zur Brigade in das derweil eroberte Bischofsheim zurück. Gegen 13 Uhr des 25. Juli brach die Division „Goeben“ aus Bischofsheim in Richtung Würzburg auf. Während die Brigade „Kummer“ auf der großen Straße marschierte, sicherten das Regiment samt Brigade deren Weg von der rechten Flanke aus. Als bei Paimar heftiges Geschützfeuer vernommen wurde, befahl Goeben die Brigade „Kummer“ nach Gerchsheim, wohin sich das VIII. Bundeskorps zurückgezogen hatte. General Wrangel hielt das Gros und somit das Regiment bei dem Gefechts bei Gerchsheim bei der Batterie außerhalb Gerchheims zurück.
Beim Artilleriebeschuss der Festung Marienberg oberhalb Würzburgs war die Mainarmee am Fuße des Bergs wieder vollständig versammelt. Nach Beendigung des Beschusses postierte das II. Bataillon Vorposten auf dem Nikolausberg. Während der Nacht ging die Nachricht ein, das eine bis zum 2. August andauernder Waffenruhe geschlossen wäre. Am 22. August 1866 folgte der Friedensschluss mit den Bayern.

#### Deutsch-Französischer Krieg
In der Nacht vom 15. zum 16. Juli 1870 ging beim Regimentskommando der Befehl zur Mobilmachung ein. Innerhalb von sieben Tagen wuchs das Regiment von seiner damaligen Friedensstärke (1554 Mann) auf seine Kriegsstärke (3100 Mann), Ersatzbataillon (1003 Mann) an. Als das Regiment auf dem Weg in Richtung Saarbrücken am Abend des 6. August bei Geislautern eintraf und dort biwakieren wollte, wurde es zur 14. Division befohlen, die in der Schlacht bei Spichern Unterstützung benötigte. Hinter dem Dorf Schöneck wurde der Marsch dann jedoch abgebrochen.
In Forbach wurden die Kompaniepackpferde, die sich als solche nicht bewährt hatten, in die dort zurückgelassenen französischen Karren eingespannt. Diese Karren sollten den ganzen Krieg über benutzt werden.
Als Oberst Delitz am Morgen des 14. August Erkundungen vornahm, fand er das Chateau Aubigny verlassen vor. Von dort aus verschaffte er sich einen Überblick über die Aufstellung der französischen Armee und gewann den Eindruck, dass diese sich nach Metz zurückzog. Er meldete dies Generalmajor Goltz, Kommandeur der Avantgarde des VII. Armee-Korps, der aus der Summe der eingelaufenen Meldungen beschloss, die von den Franzosen beabsichtigte Rückwärtsbewegung zu stören.

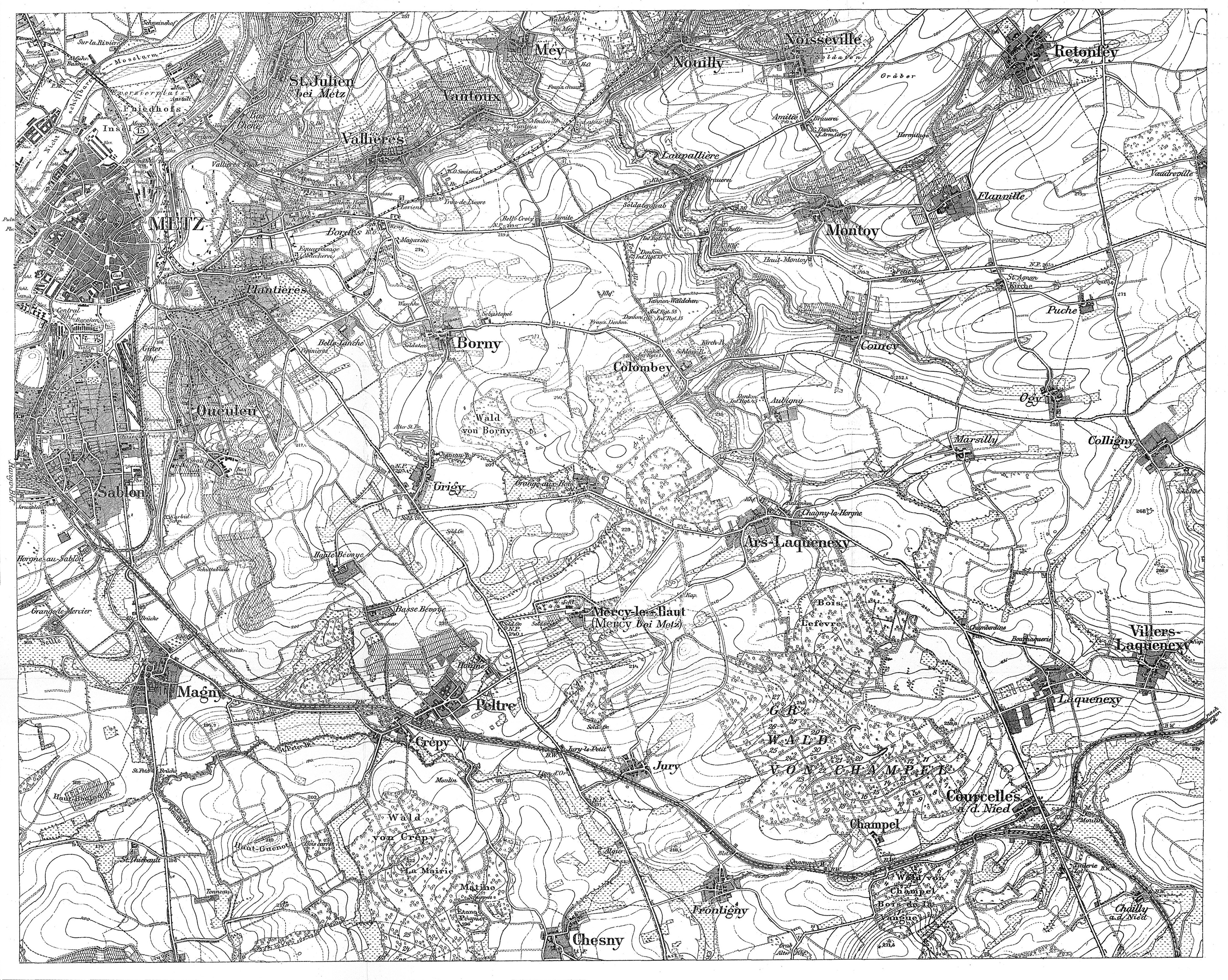
Plan zur Schlacht bei Colombey-Nouilly

General Goltz informierte sowohl beide Divisionen des VII. Armee-Korps als auch das I. Armee-Korps, um sich deren Unterstützung im Falle feindlichen Übergewichts sicher zu sein. Seine Vorhut, geführt von Oberst Delitz, eroberte in der Schlacht bei Colombey das auf einer vorspringenden Höhe gelegene Schloss von Colombey. Nach etwa einstündigem Gefecht wurde die Situation für die 26. Infanterie-Brigade kritisch, als eine leichte Batterie des I. Armee-Korps eintraf und südwestlich Montoys in Stellung ging. Zwei von der 2. Division vorausgesandte Batterien fuhren kurz darauf zwischen Montoy und Noisseville auf. Als die 25. Infanterie-Brigade auf dem linken Flügel eintraf, drehte sich die Lage. Als General Zastrow auf dem Kampfplatz eintraf, sandte er umgehend die 28. Infanterie-Brigade zum Angriff links der 26. Infanterie-Brigade. Als die 25. Infanterie-Brigade zum Angriff überging, schloss sich ihm das Gros des Regiments an. Beim zweiten Versuch drängen sie den Feind nach Borny und Bellecroix, heute beides Stadtteile von Metz, zurück. Das Regiment selbst zog sich dann nach Marsilly zurück.
Als am 17. August die Mosel in Richtung Gravelotte überquert wurde, wurde der von den übrigen Teilen des Korps getrennten 26. Infanterie-Brigade befohlen, die bewaldeten Höhen des Bois de Vaux zu besetzen.
Am 26. August traf beim Regiment der erste Ersatz in Form von zwei Offizieren, 21 Unteroffizieren, acht Spielleuten, 472 Mann und einem Lazarettgehilfen ein. Die Füsiliere erhielten Liebesgaben aus ihrer Garnison.
Nach dem Sieg von Sedan und der Gefangennahme von Kaiser Napoleon III. und der Armee von Mac Mahon war nach Ansicht des Prinzen kein weiterer Durchbruchsversuch nach Norden zu erwarten. Er verlegte den im Westen gelegenen Schwerpunkt nach Süden. Die 26. Infanterie-Rrigade und mit ihr das Regiment wurde in die Nähe des Fort Queuleu verlegt. Nach Beendigung der Belagerung verließen die geschlagenen Franzosen am 29. Oktober Metz und das VII. Armee-Korps stand an der Straße nach Ars-Laquenexy (heute: D999), um deren Vorbeimarsch abzunehmen. Die 26. Infanterie-Brigade stand gefechtsbereit an der Ostseite von Grigy (heute Teil von Metz), das Regiment rechts der Chaussee.
Mit der Besetzung von Metz wurde vorläufig Generalleutnant Ferdinand von Kummer zum Kommandanten der Festung und die 26. Infanterie-Brigade zu deren Besatzung bestimmt. Kurz darauf wurden Generalleutnant Löwenfeld zum Gouverneur, Oberst Hans Friedrich von Brandenstein zum Kommandanten und Guido Henckel von Donnersmarck zum Zivilgouverneur ernannt. Während der Zeit in Metz erreichten das Regiment wieder ihre Kriegsstärke.
Das Regiment verließ am 30. November unter der Führung des Generals Friedrich von Bothmer Metz und erreichte am 8. Dezember Chaumont, den Vereinigungspunkt der Division. An Weihnachten 1870 trat das VII. Armee-Korps wieder zur 1. Armee zurück, das Regiment biwakierte in Châtillon und wurden am 12. Januar 1871 Teil der neugegründeten Südarmee. Das regiment war am 23. Januar Teil der Vorhut nach Byans. Bei dem bis zum Abend andauernden Gefecht von Byans hielten sie einen Zug auf, der mit Verletzten und Ersatz gerade im Begriff war Byans zu verlassen. Am Nachmittag wurde den im Paradeanzug ohne Gepäck in Dampierre versammelten Bataillonen der 13. Division der am 18. Januar 1871 Erlass zu Versailles des Königs bekanntgegeben.
Am 1. Februar um 12 Uhr mittags befahl General Manteuffel den Angriff auf Pontarlier, da er annahm, dass sich hier ein Gemisch aller feindlichen Korps zusammengedrängt hätte und bisher lediglich schwache Abteilungen nach St. Laurent zurückgezogen hätten. Bereits um 11 Uhr hatte die Avantgarde den schwachen französischen Widerstand am Bahnhof gebrochen und Pontarlier besetzt. General Fransecky befahl die sofortige Verfolgung. Beim Fort Château de Joux stieß man auf Widerstand, der erst nach einem längeren Gefecht gebrochen werden konnte. Das VII. Armee-Korps war in Pontarlier als Reserve zurückgeblieben, das Regiment hatte sich zur Verfügung des Generals Zastrow zu halten. Das Regiment war somit nur untätiger Zuschauer des Schlussaktes, in dem die letzte große Armee Frankreichs in die Schweiz übertrat und dort interniert wurde.
Das Regiment wurde in das Département Côte-d’Or nahe der Festung Auxonne verlegt. Die Krankenzahl am Ende des Jurafeldzuges betrug ca. 900 Mann. Mit dem Eintreffen der Ersatz- und Rekonvaleszenztransporte am 27. Februar, der Tag an dem der Abschluss des Präliminarfriedens bekannt wurde, erreichte das Regiment wieder seine Kriegsstärke.
Das VII. Armee-Korps erhielt am 6. März den Befehl, am nächsten Tag Richtung Châtillon-sur-Saône zu ziehen und die Departements Meuse, Vosges sowie die französisch bleibenden Teile von Meurthe und Moselle zu besetzen. Dem Regiment fiel dabei die Besetzung von Bar-le-Duc und Ligny zu. Der Befehl zum Rückzug traf am 23. Mai ein.

#### Erster Weltkrieg
Das Regiment kämpfte während des Krieges an der Westfront.

##### 1914
Am ersten Tage der Mobilmachung erhielt das Regiment einen Gruß seiner Chefin. Des Weiteren trat mit dem an einer Blinddarmentzündung verstorbenen Führer der 10. Kompanie, Hauptmann Schülke, bereits der erste Verlust ein. Im Laufe des 8. Mobilmachungstages verließ das Regiment Bataillonsweise per Bahn seine Garnison. Im nahe der Grenze gelegenen Eupen wurde die 13. Division versammelt und am 12. überschritt die als Korpsreserve bestimmte 26. Infanterie-Brigade die belgische Grenze.

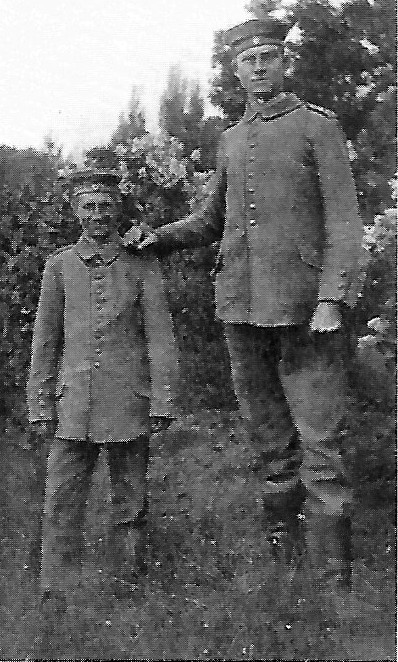
Der größte und der kleinste Regimentsangehörige

Das Regiment marschierte über Lüttich durch das neutrale Belgien. Hierbei überquerte es am 21. August das aus seiner Geschichte bekannte einstige Schlachtfeld von Belle-Alliance. Seine diesmalige Feuertaufe erhielt das Regiment gegen Teile der 5. französischen Armee am 23. August im Gefecht bei Lobbes als Teil der Schlacht bei Namur. Danach wurde die Brigade der Belagerung von Maubeuge zugeteilt.
Während der Schlacht an der Aisne kämpfte das Regiment bei Berméricourt und Loivre. Beim Versuch den Bahnhof von Loivre zu erstürmen wurde der Regimentskommandeur, Oberst Haldenwang, bei der MG-Kompanie verwundet und musste ausscheiden. Beim Angriff auf das Dorf La Neuville erlitt das Regiment einen Verlust von 1200 Mann. Von 74 aus Minden ausgerückten Offizieren waren am 19. September noch 27 vorhanden. Die Fahne des I. Bataillons blieb hierbei auf dem Felde. In der Nacht konnte sie, und damit die „Ehre“ des Bataillons, aber wieder geborgen werden.
Ab Oktober wurde das Korps in der Schlacht bei Arras eingesetzt. Bei den sich dieser anschließenden Kämpfen um die Lorettohöhen wurde der Regimentskommandeur am 17. Oktober bei der Kirche von Ablain, wo sich das III. Bataillon aufhielt, durch einen Granatsplitter am Kopf verwundet. Im November verlegte das Regiment nach Flandern. Ihrer Division gegenüber lagen die britische 7. Division und die Garde. Am 18. Dezember fand hier ein englischer Angriff zur Entlastung der Ostfront statt. Am 24. Dezember wurde, nachdem es dunkel geworden war, jegliche Gefechtstätigkeit eingestellt. Der bis zum 2. Januar des Folgejahres andauernde Weihnachtsfrieden begann. Eine gemeinsame Bestattung der Toten in einem Massengrab fand während jenes Friedens statt. Die Zeremonie wurde von einem englischen Geistlichen und einen in den Reihen Regiments kämpfenden Kriegsfreiwilligen Seminaristen gehalten.

##### 1915

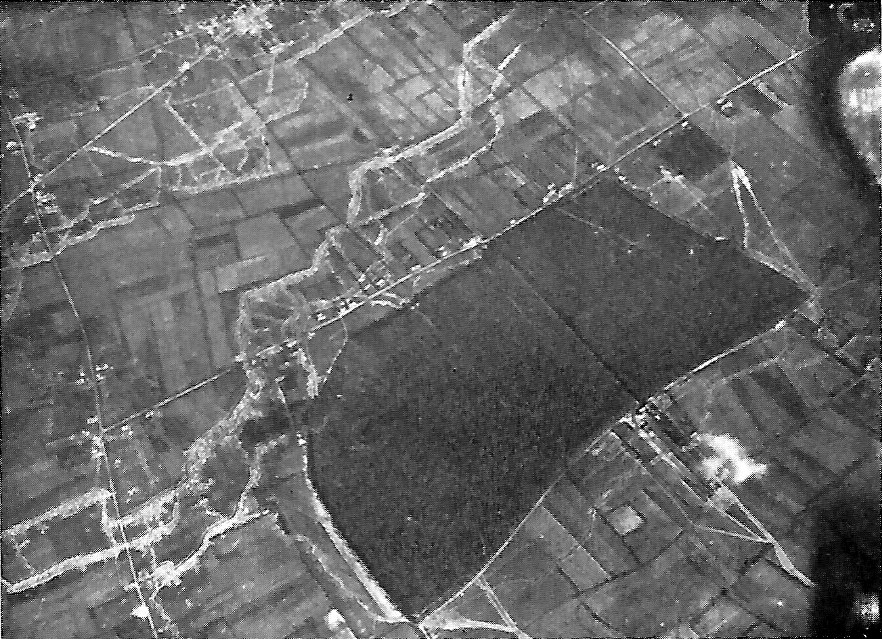
Stellung bei Neuve-Chapelle

Zu Beginn der Schlacht von Neuve-Chapelle wurde die Korpsreserve, zu der Kompanien des Regiments gehörten, der 79. Infanterie-Brigade der 14. Infanterie-Division unterstellt. Der im Vorjahr das Regiment vertretungsweise führende Major Strippelmann wurde hierbei von einem Granatsplitter verletzt und erlag wenige Tage später seiner Verletzung. An der Lorettoschlacht nahmen bei Richebourg l’Avoué Teile des Regiments teil. Sie erhielten dort ihr erstes, erst später so benanntes, Trommelfeuer. Die in Korpsreserve liegenden Kompanien wurden als Verstärkung dem Infanterie-Regiment Nr. 55 zugeteilt.
Im Sommer erhielt der in einer Sanitäts-Kompanie in La Fontaine diensttuende Bildhauer Otto Richter aus Berlin vom Regiment den Auftrag einen Schild zu entwerfen, der in der Garnisonsstadt Minden aufgestellt und benagelt werden sollte.
Mit Beginn der Herbstschlacht machte das Regiment seine erste Bekanntschaft mit einem Gasangriff.
In Annœullin fand am 5. November eine Parade vor dem Kronprinzen Rupprecht statt, an der Abordnungen der an den letzten Kämpfen beteiligten Truppen teilnahmen.

##### 1916

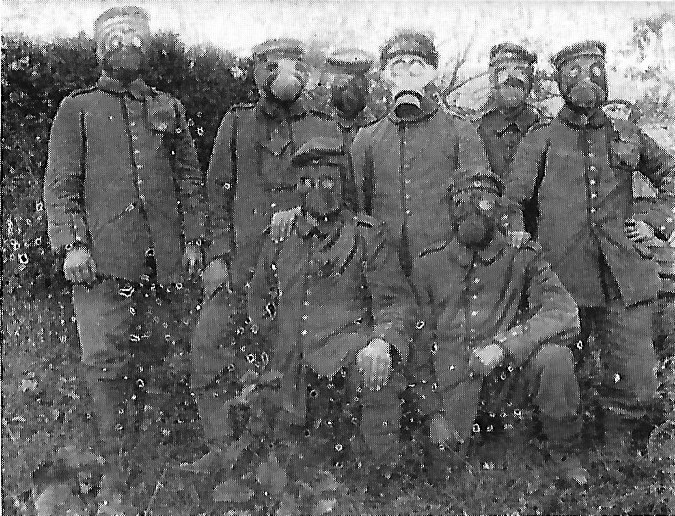
Gaskrieg in Flandern

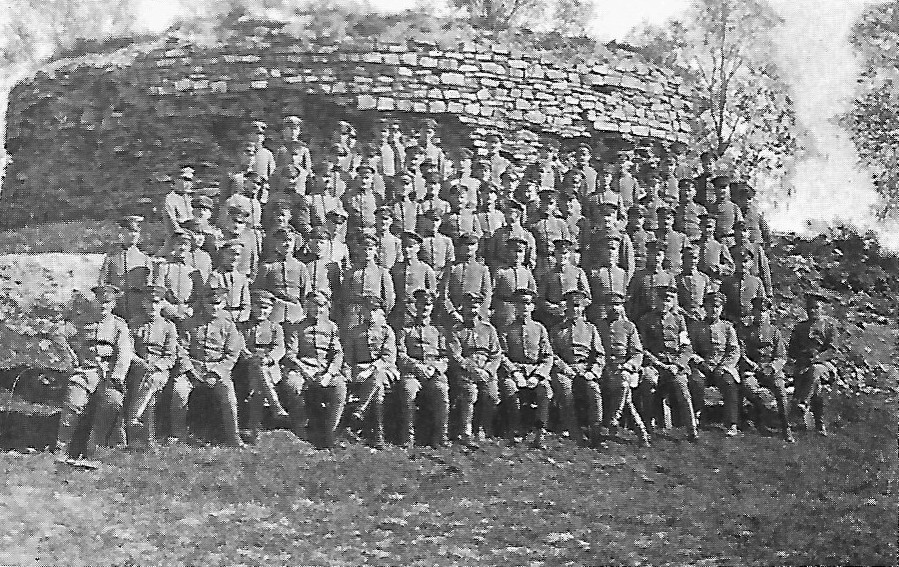
Offizierkorps des Regiments in Gaurain-Ramecroix (Belgien)

Am 28. März verließ das Regiment nach etwa 1 ½ Jahren Flandern, um nach einer zweimonatigen Ausbildung am 3. Juni in die Schlacht um Verdun auf den „Toten Mann“ mit Sicht auf die „Höhe 304“ verlegt zu werden.
Anfang September wurde das Regiment in der Schlacht an der Somme nahe dem jüngst verloren gegangenen Dorf Cléry eingesetzt. Bedingt durch die unverhältnismäßig hohen Verluste an Meldegängern und Störungssuchern wurden hier zur Übermittlung von Nachrichten anstatt der Fernsprecher Blinklampen verwendet. Als das Regiment diesen Kriegsschauplatz verließ, bestand der Verband noch aus drei Kompanien à 150 Mann.
Nach einigen Tagen der Rekonvaleszenz wurde das Regiment auf die „Höhe 304“ verlegt. Durch den Mangel an neuen Geschützen wurden diese nun oft durch Minenwerfer ersetzt. In jedem Bataillon entstand eine Minenwerferabteilung (MWA).
Eine Parade von Abordnungen der Truppen des VII. Armee-Korps, vom Regiment nahm eine Kompanie teil, fand am 20. Oktober 1916 vor dem Oberbefehlshaber der 5. Armee, dem Kronprinzen, im Park von Charmois bei Mouzay statt. Mit der Parade und den anschließend verliehenen Auszeichnungen würdigte er deren Leistungen in der Somme-Schlacht und vor Verdun.
Das Niemandsland zwischen den Gräben war nur um die 50 m breit und betrug am sogenannten „Backzahn“, einer stark vorspringenden Spitze der französischen Front, lediglich 25 m. Der Backzahn bot der Gegenseite einen zu beseitigenden strategischen Vorteil. Mit dem sogenannten „Unternehmen Backzahn“, seine offizielle Bezeichnung war „Unternehmen Grosse“, beseitigten sieben Kompanien der 15er, die hierbei erstmals die Rohr’sche Taktik anwendeten, am 6. Dezember diesen. Da das Unternehmen erfolgreicher als geplant verlief, fand es im Heeresbericht des 7. Dezembers Erwähnung.
Zwei jener Kompanien empfing der Kronprinzen am 12. Dezember in Charmois. Gleichentags wurde das Friedensangebot der Mittelmächte unterbreitet.

##### 1917
Die Division führte am 25. Januar ein in drei Teilunternehmen, entsprechend der drei teilnehmenden Regimenter, zerfallendes Unternehmen, um einen besseren Blick hinter die französische Linie auf der „Höhe 304“ zu erhalten. Das „Unternehmen Minden“, welches das Regiment ausführte, nahm deren vorderste Linie vom rechten Flügelpunkt des „Backzahns“ ein. Delegationen aller beteiligte Truppen paradierten am 16. Februar im Park von Charmois vor dem Kronprinzen. Für die von seinem Regiment durchgeführten Unternehmungen „Backzahn“ und „Minden“ erhielt Major Bila am 1. Februar als Anerkennung das Ritterkreuz des Hausordens von Hohenzollern mit Schwertern verliehen.

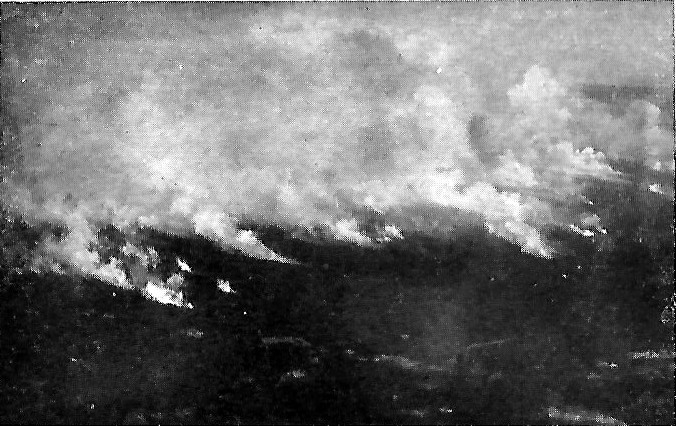
Den Blücher-Angriff vorbereitendes Trommelfeuer

Für den am 18. März ein weiteres Unternehmen eröffnenden Beschuss verwendete die Artillerie erstmals Grünkreuz. Nachdem Ende Juli das „Unternehmen Blücher“ erfolgreich ausgeführt wurde, hatte die Division wieder jene Stellungen zurückerobert, aus denen das Heer im April 1916 zurückgedrängt wurde.
Oberst Riebensahm besuchte am 16. April sein ehemaliges Regiment. Der Reichskanzler Theobald von Bethmann Hollweg besuchte sie am 2. Juni in ihrem Vesluder Quartier, bevor das Regiment in seine neue Stellung in das Tal der Ailette bezog. Auf der feindlichen Seite befand sich oberhalb des steil aufsteigenden Bergrückens der Rand des sogenannten Cerny-Kessels. Nachwirkungen der Meutereien in der französischen Armee waren zu jener Zeit spürbar. Im August wurde die Division Teil der Siegfriedstellung in der „Gruppe Crépy“ am Wald Saint-Gobains, bevor sie im Oktober wieder an den Chemin des Dames an die Laffaux-Ecke verschoben wurde.
Nach einem sechstägigen Trommelfeuer, welches das Regiment sehr dezimiert hatte, begann am 23. Oktober der an Waffen und Soldaten überlegene Feind die Schlacht von La Malmaison und überrollte die in der Schlacht befindlichen Bataillone des Regiments. Nach kurzem räumte der Regimentsstab samt Kommandeur, etwa dreißig Mann, um der Gefangenschaft zu entgehen seine Gefechtsstelle und schied mit der Division aus dem Verband der 7. Armee in das Etappengebiet der 3. Armee.
Mit von der Ostfront stammenden Ersatz paradierte sie am 13. November über den Platz d'Alsace-Lorraine in Sedan vor dem Kronprinzen und am 21. Dezember bei Dun vor dem Kaiser.
Das Regiment war am 16. November wieder an der Front am Wald von Malancourt. Der „Tote Mann“ und die „Höhe 304“ waren zwar in Sichtweite, beide waren aber inzwischen in französischer Hand. Seit Einführung der Ausbildungsvorschrift für Fußtruppen (A. V. F.) hatte die Division noch keine Gelegenheit die neue Taktik für die Abwehrschlacht in ihren Stellungen anzuwenden. Hier aber wurde die neue Gliederung im Vorfeld, Widerstandslinien und MG-Nestern bereits vorgefunden.

##### 1918
Die Division wurde am 5. Februar zur Ausbildung für die geplante Offensive verlegt. Sie sollte ausgeführt werden, bevor das bestehende Kräfteverhältnis durch die hinzustoßenden Amerikaner ungünstig verschoben würde.

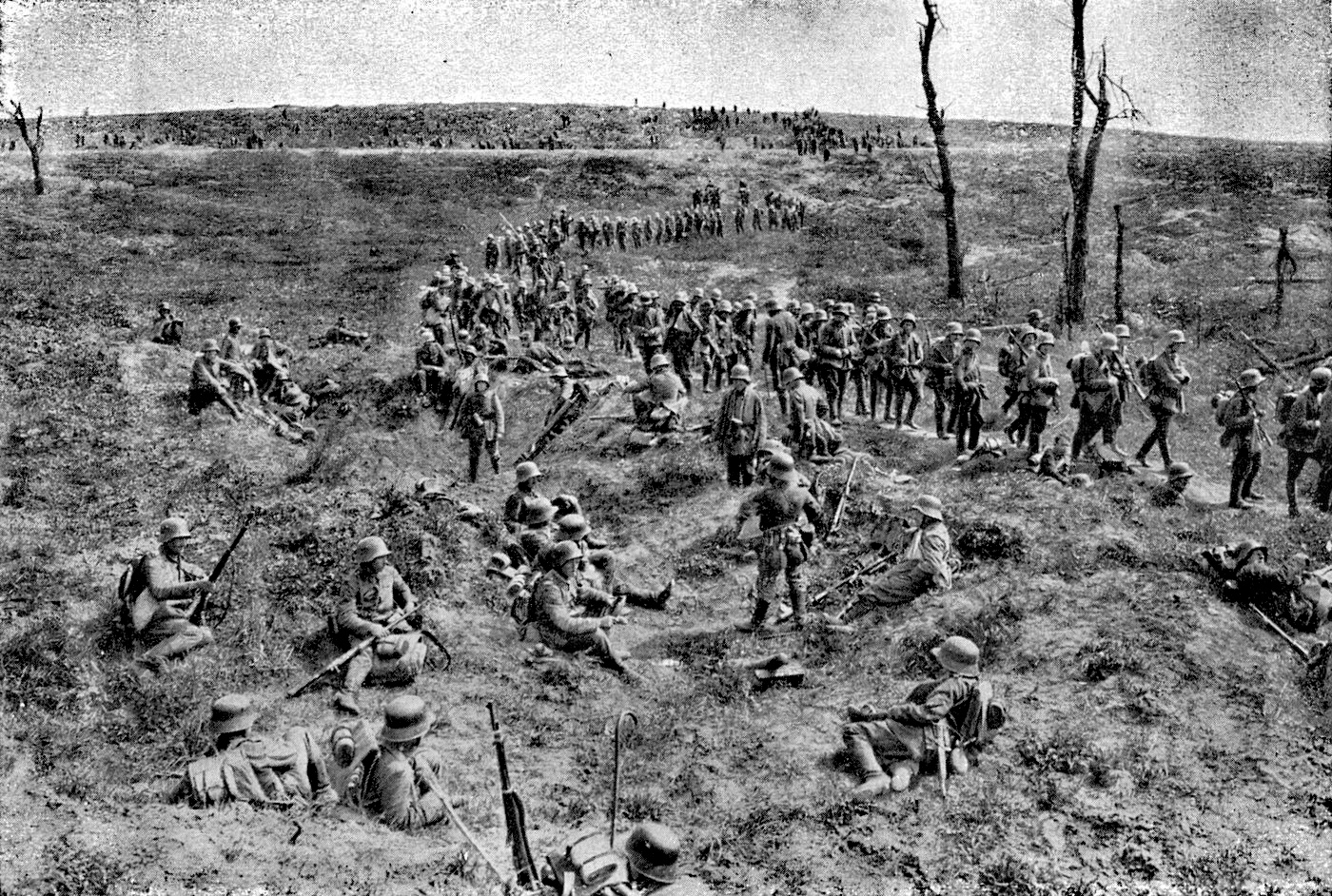
Vorgehen des Regiments durch das 1916 aufgewühlte Kampfgelände an der Somme

In der Großen Schlacht von Frankreich, „Operation Michael“, folgte die Division fast ausschließlich in der zweiten Linie. Einzig am Abend des 22., das Regiment eroberte Longavesnes, und am 23. März, ein Divisionsbefehl entsandte die Division kurzzeitig zur Auffüllung einer westlich von Templeux-la-Fosse – in dem ehemaligen Gebiet der Somme-Schlacht – entstandenen Lücke, gelangte das Regiment kurzzeitig in die vorderste Linie. Als Anerkennung der Eroberung vom 22. März wurde Major Bila vom Armeeführer und Generalkommando des Korps telegraphisch für den Orden Pour le Mérites eingereicht, der ihm am 28. März 1918 verliehen wurde.
Dem Generalkommando 51 zugeteilt, wurde die Division am 19. April südlicher nach Castel an der Avre verlegt. Als Resultat des französischen Angriffs vom 2. Mai waren der Verlust der 5. Kompanie, der hinter ihr liegenden 2. MG-Kompanie sowie der hinter dieser postierten 2. MW-Abteilung zu verzeichnen.
In der Schlacht von Hamel bildeten die angreifenden verwendenden Australier, die auch Tanks einsetzten, eine Übermacht, der das Regiment unterlagen. Deren Kampfbataillon ging verloren.
Am sogenannten Schwarzen Tag des deutschen Heeres begann um 5.20 Uhr auch im australischen Abschnitt die Schlacht bei Amiens. Das Kampfbataillon des Regiments wurde überwältigt. Der Regimentsgefechtsstand am Ostausgang Lamottes wurde durch einen Volltreffer zerstört und setzte den darin befindlichen Regimentsstab außer Gefecht. Da er nicht geborgen werden könnten, fiel er, sofern noch lebend, in britische Gefangenschaft. Regimentskommandeur Bila verstarb eine Woche später am 15. August 1918 an seinen schweren Verwundungen in einem britischen Feldlazarett. Er war der einzige Regimentsangehörige, der in diesem Krieg mit dem höchsten preußischen Orden ausgezeichnet wurde.
Mit dem Eintreffen von Ersatz wurden die Kompanien am 15. August 1918 aufgefüllt, wobei die Kompanien 4., 8. und 12. aufgelöst wurde. Aus den 29 Fahrzeugen der drei Regimenter wurde eine Artillerie-Munitions-Kolonne gebildet. Nach weiteren Verlusten bestand das Regiment am 22. August lediglich noch aus einem Kampfbataillon mit drei Kompanien sowie einer MG-Kompanie. Nachdem am 10. September 1918 Teile des aufgelösten Reserve-Infanterie-Regiments Nr. 217 in den Verband eingegliedert worden war, erhielt das Regiment drei Tage später eine eigene MW-Kompanie.
Bei den Rückzugskämpfen wurde das Regiment ab Ende September bei Liry eingesetzt. Während der Maas-Argonnen-Offensive wurde das Regiment wieder in die „Maasgruppe West“, in den Abschnitt ihrer Winterquartiere aus dem Jahre 1917, an den Waldrand von Barricourt verlegt. Ihnen gegenüber stand der neue Gegner, die Amerikaner. Für sein Verhalten in der dortigen Abwehrschlacht wurde der Regimentskommandeur, Major Severin, am 22. Oktober zur Verleihung des Ordens Pour le Mérite vorgeschlagen. Im November wurden die Reste des Regiments auf Lastkraftwagen verladen und abtransportiert. Nach Gefechten bei Tailly führte das Regiment am 4. November in der Nähe von Cesse ihr letztes Gefecht aus. Es wurde nun dazu bestimmt, beide Seiten des Maasüberganges bei Martincourt zu besetzen und zu sichern. Da das Inkrafttreten des Waffenstillstandes absehbar war, griff der Feind nicht mehr an.
Im Ersten Weltkrieg fielen vom 15. Regiment 89 Offiziere und 3092 Mannschaften.

### Demobilisierung und Auflösung
Nach dem Waffenstillstand vom 11. November trat die 13. Division über Arlon, wo ein Teil ihrer Weiterbildung zur Großen Schlacht von Frankreich absolvierte, durch das Großherzogtum Luxemburg seinen Rückmarsch an. Bei Echternach wurde die deutsche Grenze am 21. November überschritten, der Rhein wurde bei Bingen überquert und das Regiment wurde am 5. Dezember von Rüdesheim aus heimgefahren. Die Stadt und die Regierung, Oberbürgermeister Becker und Regierungspräsident Rudolf von Campe begrüßten am gleichen Tage den ersten in Minden eintreffenden Transportzug. Gleichentags begann die Demobilisierung des Regiments, die bis Weihnachten 1918 beinahe abgeschlossen werden konnte. Zurück waren zum größten Teil nur die Mannschaften des Jahrgangs 1899 geblieben. Ihre noch unvollständige Ausbildung sollte nun abgeschlossen werden. Sie dienten zur Aufstellung eines Truppenkörpers, der Ruhe und Ordnung herstellen sollte.
Mit dem Vertrag von Versailles und der damit verbundenen Beschränkung auf ein erst 200.000- dann 100.000-Mann-Heer wurde das Regiment 1919 mit dem formalen Ende des Ersten Weltkriegs aufgelöst. Die Tradition übernahm in der Reichswehr durch Erlass des Chefs der Heeresleitung General der Infanterie Hans von Seeckt vom 24. August 1921 die 16. Kompanie des (Lippisches) Ausbildungs-Bataillons des 18. Infanterie-Regiments in Detmold.

## Regimentschef
| Dienstgrad             | Name                                  | Datum                               |
| ---------------------- | ------------------------------------- | ----------------------------------- |
| General der Infanterie | Friedrich Wilhelm Bülow von Dennewitz | 14. Juli 1815 bis 25. Februar 1816  |
| Oberst/ Generaloberst  | Friedrich der Niederlande             | 21. Juli 1816 bis 8. September 1881 |
|                        | Emma der Niederlande                  | 31. Mai 1892 bis Auflösung          |

## Kommandeure
| Dienstgrad                    | Name                                | Datum                                                             |
| ----------------------------- | ----------------------------------- | ----------------------------------------------------------------- |
| Major/ Oberstleutnant/ Oberst | Johann von Creilsheim               | 01. Juli 1813 bis 22. Mai 1815                                    |
| Major/ Oberstleutnant         | Karl August von Wittich             | 23. Mai 1815 bis 8. März 1816 (mit der Führung beauftragt)        |
| Oberstleutnant/ Oberst        | Karl August von Wittich             | 09. März 1816 bis 28. Mai 1821                                    |
| Oberst                        | Ludwig von Schmalensee              | 29. Mai 1821 bis 8. Dezember 1830                                 |
| Oberstleutnant                | Karl von Lilljeström                | 09. Dezember 1830 bis 29. März 1831 (mit der Führung beauftragt)  |
| Oberst                        | Karl von Lilljeström                | 30. März 1831 bis 29. März 1839                                   |
| Oberstleutnant/ Oberst        | Friedrich Wilhelm Menckhoff         | 30. März 1839 bis 29. März 1846                                   |
| Oberst                        | Eduard von Schlegel                 | 31. März bis 4. Oktober 1846 (mit der Führung beauftragt)         |
| Oberst                        | Eduard von Schlegel                 | 05. Oktober 1846 bis 20. Juli 1849                                |
| Oberstleutnant/ Oberst        | Wilhelm Freydanck                   | 21. Juli 1849 bis 22. Mai 1854                                    |
| Oberstleutnant/ Oberst        | Johann Heinrich Schirmer            | 23. Mai 1854 bis 5. Juli 1857                                     |
| Oberst                        | August von Etzel                    | 06. Juli 1857 bis 18. Mai 1859                                    |
| Oberstleutnant                | Maximilian von Kracht               | 19. bis 30. Mai 1859 (mit der Führung beauftragt)                 |
| Oberst                        | Maximilian von Kracht               | 31. Mai 1859 bis 29. März 1862                                    |
| Oberst                        | Karl Johann von Alvensleben         | 03. April 1862 bis 10. Oktober 1864                               |
| Oberstleutnant                | Kuno von der Goltz                  | 21. November 1864 bis 17. April 1865 (mit der Führung beauftragt) |
| Oberstleutnant/ Oberst        | Kuno von der Goltz                  | 18. April 1865 bis 17. Juni 1869                                  |
| Oberst                        | Eugen von Delitz                    | 18. Juni 1869 bis 1. November 1871                                |
| Oberstleutnant/ Oberst        | Peter von Mutius                    | 02. November 1871 bis 11. Dezember 1876                           |
| Oberstleutnant/ Oberst        | Eugen von Dresky                    | 12. Dezember 1876 bis 12. Januar 1880                             |
| Oberst                        | Friedrich Wilhelm Stockmarr         | 13. Januar 1880 bis 17. August 1885                               |
| Oberst                        | Otto Rayle                          | 18. August 1885 bis 13. Februar 1888                              |
| Oberstleutnant                | Otto von Schell                     | 14. Februar bis 16. April 1888 (mit der Führung beauftragt)       |
| Oberst                        | Otto von Schell                     | 17. April 1888 bis 3. November 1890                               |
| Oberstleutnant                | Hermann von Brauchitsch             | 04. bis 17. November 1890 (mit der Führung beauftragt)            |
| Oberst                        | Hermann von Brauchitsch             | 18. November 1890 bis 4. Mai 1894                                 |
| Oberst                        | Friedrich von der Boeck             | 05. Mai 1894 bis 15. Juni 1896                                    |
| Oberstleutnant                | Max Kremnitz                        | 29. April bis 15. Juni 1896 (in Vertretung)                       |
| Oberst                        | Max Kremnitz                        | 16. Juni 1896 bis 2. Juli 1899                                    |
| Oberst                        | Alexander von Grutschreiber         | 03. Juli 1899 bis 21. Juli 1900                                   |
| Oberst                        | Viktor Dallmer                      | 22. Juli 1900 bis 23. April 1904                                  |
| Oberst                        | Paul Rafalski                       | 24. April 1904 bis 20. März 1908                                  |
| Oberst                        | Curt von Morgen                     | 21. März 1908 bis 26. Januar 1912                                 |
| Oberst                        | August zur Nedden                   | 27. Januar 1912 bis 21. März 1913                                 |
| Württ. Oberst                 | Hermann von Haldenwang              | April 1913 bis September 1914                                     |
| Major                         | Otto Bodo Leo Siegmund Strippelmann | 14. September bis 27. September 1914 (mit der Führung beauftragt) |
| Oberstleutnant                | Gustav Riebensahm                   | 28. September 1914 bis Oktober 1916                               |
| Major                         | Hans von Sydow                      | 17. Oktober bis 31. Oktober 1914 (mit der Führung beauftragt)     |
| Major                         | Ernst von Bila                      | 09. Oktober 1916 bis 8. August 1918                               |
| Hauptmann                     | Neumann                             | 09. August 1918 (mit der Führung beauftragt)                      |
| Hauptmann                     | von Klaß                            | 10. bis 20. August 1918 (mit der Führung beauftragt)              |
| Major                         | Johannes Severin                    | 21. August 1918 bis März 1919                                     |
| Oberst                        | Hans von Brandenstein               | 19. März bis 25. Juni 1919                                        |

### Freikorps Severin
Vom VII. Armee-Korps erging im März 1919 an alle Regimenter die Anregung zur Aufstellung von Freiwilligen-Verbänden.
In Minden hatten zu jenem Zeitpunkt, bereits seit dem 18. März 1919, bereits Vorarbeiten zur Aufstellung einer Truppe unter dem Befehl des letzten Feldzugskommandanten begonnen. Bereits im April waren Teile dieses „Freikorps Severin“ marschbereit. Als dessen Abzeichen war ein Eichenzweig mit eingeprägter 15 gewählt worden. Sowohl Abzeichen, als auch Bezeichnung des Freikorps wurden am 26. April 1919 vom Generalkommando genehmigt. Die dem Freikorps zeitweise zugeteilte „Batterie Bender“, Freiwillige des Mindenschen Feldartillerie-Regiments Nr. 58, trugen ebenfalls dieses Abzeichen.
Der Kommandierende General des Korps, Oskar von Watter, übernahm Ende März 1919 das Oberkommando über alle westfälischen Freikorps. Sie trugen als gemeinsames Kennzeichen ein grün-weiß-schwarzes Band um den unteren Teil der Schulterklappe. Wer sich nach einer dreimonatigen Dienstzeit mit „besonders ausgezeichneten“ Leistungen hervortat, wurde außerdem mit einer um die linke Achsel zu tragenden grünen Schützenschnur dekoriert.
Die Sicherheitswehren im Industrie-Gebiet wurden im Mai aufgelöst und durch Freikorps ersetzt. Dieses Freikorps wurde in Oberhausen und Sterkrade. Hier hatte es den Wach- und Sicherheitsdienst, insbesondere auf den Werken der Guten Hoffnungshütte zu leisten.
In den letzten Tagen des Juni wurde das Korps nach Soest zurückgezogen. Die Freiwilligen-Kompanie des 55. Regiments wurde ihm angegliedert. In dieser Zusammensetzung wurde es dazu bestimmt das II. Bataillon des Reichswehr-Infanterie-Regiments 14, dessen Regimentskommandeur der letzte Kommandeur der 15er werden sollte, aufzustellen.
Ende August fielen die Freikorps-Bezeichnungen fort. Die Regimenter standen unter dem Befehl der Reichswehr-Brigade 7 in Schloss Cappenberg bei Lünen.

## Sonstiges

### Vereine
Bereits vor dem Ersten Weltkrieg hatten sich folgende Vereine ehemaliger Regimentsangehöriger gebildet:
- Verein Bielefeld am 11. Februar 1901
- Verein Dortmund am 13. September 1907
- Verein Bochum am 15. Dezember 1907
- Verein Minden am 15. März 1909
- Verein Gelsenkirchen am 17. Oktober 1909
- Verein Osnabrück am 10. November 1910
- Verein Essen-Ruhr am 1. Juli 1912
- Verein Herford am 14. Juli 1912
- Verein Wanne-Eickel am 14. Juli 1912
- Verein Gütersloh am 3. September 1912
- Verein Brackwede am 24. Juni 1913

Diese 11 Vereine waren zu einem Verband zusammengeschlossen. Außerhalb dieses Verbandes bestand noch:
- Verein (Klub) Düsseldorf am 1. April 1913
- Verein der Offiziere (nach dem Krieg gegründet)

Der Plan, ein Denkmal in der Garnisonsstadt zu errichten, brachte es mit sich erst einmal alle Vereine zu vereinen. Folglich wurde ein „Bund“ der Angehörigen des Regiments gegründet, dem alle Vereine beitraten. Aus Gründen, die mit der Sterbekasse in Zusammenhang standen, bestand der Verband innerhalb des Bundes vorerst fort.
Als erste Tat des neuen Bundes wurde am 14. August 1921, dem Tag der „Schlacht von Colombey“, das Denkmal eingeweiht.
Des Weiteren bildeten sich nachfolgende Vereine:
- Verein Bad Oeynhausen am 10. März 1922
- Verein Lübbecke am 15. Juli 1923
- Verein Bünde am 28. Februar 1925
- Verein Schnathorst am 24. März 1925
- Verein Münster am 2. Mai 1925
- Verein Rahden am 6. Juni 1925
- Verein Krefeld am 16. August 1926
- Verein Halle/Westfalen – 1928

Seit dem 15. Mai 1922 erschien das Nachrichtenblatt Der Fünfzehner.

### Denkmale

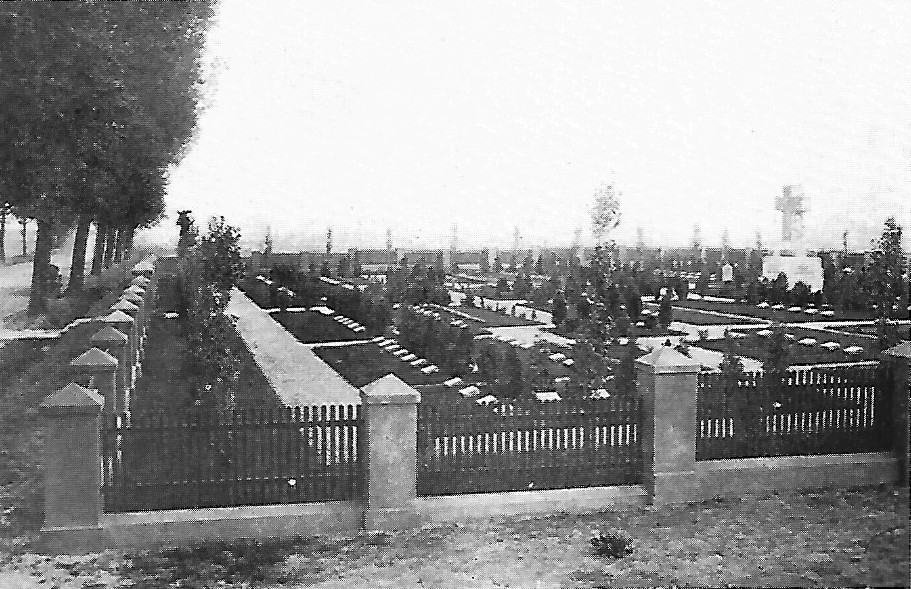
Regimentsfriedhof bei Le Willy

- 3. Juli 1868 (1997 restauriert)

Am zweiten Jahrestag der Schlacht bei Königgrätz fand auf dem Domhof der Garnison Minden die Enthüllung der „Siegessäule 1864–1866“, hohe von einem preußischen Adler bekrönte Sandsteinsäule auf einem zweifach gegliederten vierseitigen Pfeiler mit Verzierungen, Reliefs und Namenstafeln aus Bronze der wiederum auf einem gestumpften Sockel steht, für die in den Feldzügen 1864 und 1866 gefallenen Offiziere und Mannschaften der Regimenter 15 und 55 sowie der aus dem Regierungsbezirk gebürtig bei anderen Truppenteilen Gestandenen. Der Berliner Hermann Emde entwarf das Monument. Die auf 9000 Mark veranschlagten Kosten hierfür wurden durch die beiden Regimenter, dem Offizierskorps der Landwehr, sowie durch freiwillig geleistete Zuschüsse der Stadt und der meisten Kreise des Regierungsbezirks gedeckt.
- August 1872

Noch in Frankreich hatten die Offiziere und Soldaten des Regiments durch eine zwölftägige Streichung der Feldzulage Geldmittel für die Errichtung eines Denkmals zusammengebracht. Nach den Entwürfen einer Kommission wurde es auf deren einstigen Hauptgefechtsfelde bei Colombey in Gegenwart einer Deputation des Offizierskorps zur Rechten unmittelbar des von Colombey nach Borny führenden Weges enthüllt.
- 24. August 1879

Paul Tornow schuf einen von vier Quadern, für jede Schlacht einen, umgebenen Obelisken. Auf vier Schrifttafeln prangten die 124 Namen der im Krieg Gefallenen.
Das am Westende der Weserbrücke stehende Denkmal wurde 1947, nachdem es im Krieg schwer beschädigt worden war, abgetragen.
- Februar 1916

Nachdem der Regiments-Friedhof bei Halpegarde beschossen worden war, fasste man den Beschluss, die Toten, auch von den Friedhöfen in Le Maisnil, Formelles, Fournes und Marquillies, umzubetten. Es wurde ein Platz bei „Le Willy“ (Wicres) an der Route nationale Lille-La Bassèe hierfür gewählt. Die Einfriedung und das ursprünglich für Halpegarbe gedachtes Denkmal stammten vom Bildhauer Richter, siehe auch „Schild“ in Minden. Die Mindener Firma „Drabert Söhne“ stiftete das eiserne Gittertor samt Schlüssel und die ebenfalls Mindener Firma „Ronicke“ die Truhe zu dessen Aufbewahrung. Auf ihm liegen etwa 330 gefallene 15er. Das Steinkreuz trägt die Inschrift: „Das Infanterie-Regiment Prinz Friedrich der Niederlande (2. Westfälisches) Nr. 15 seinen gefallenen Helden.“
Nach dem Krieg übernahm die Traditionskompanie die Patenschaft über den Soldatenfriedhof.
- 1919

Der Bruder des Führers des in der Somme-Schlacht verschütteten Zuges der 1. Kompanie, Lt. d. R. Meyer zum Gottesberge, setzte dem Zuge im Jahre 1919 vor Ort mit einem Denkstein ein Denkmal. Als er im darauffolgenden Jahr wiederkam, war es entfernt worden und sein Verbleib unbekannt.
- 14. August 1921

Das runde etwa 6 Meter hohe Kriegerdenkmal im Weserglacis steht unter hohen Bäumen in der Nähe der Johannesstraße und des ehemaligen Offiziercasinos des Regiments. Zu seiner Erbauung wurden Steine der ehemaligen Mindener Festungswerke verwendet. Seine Inschrift lautet:
(und wurde nach dem Zweiten Weltkrieg ergänzt um)

Denkmäler des 15. Infanterie-Regiments
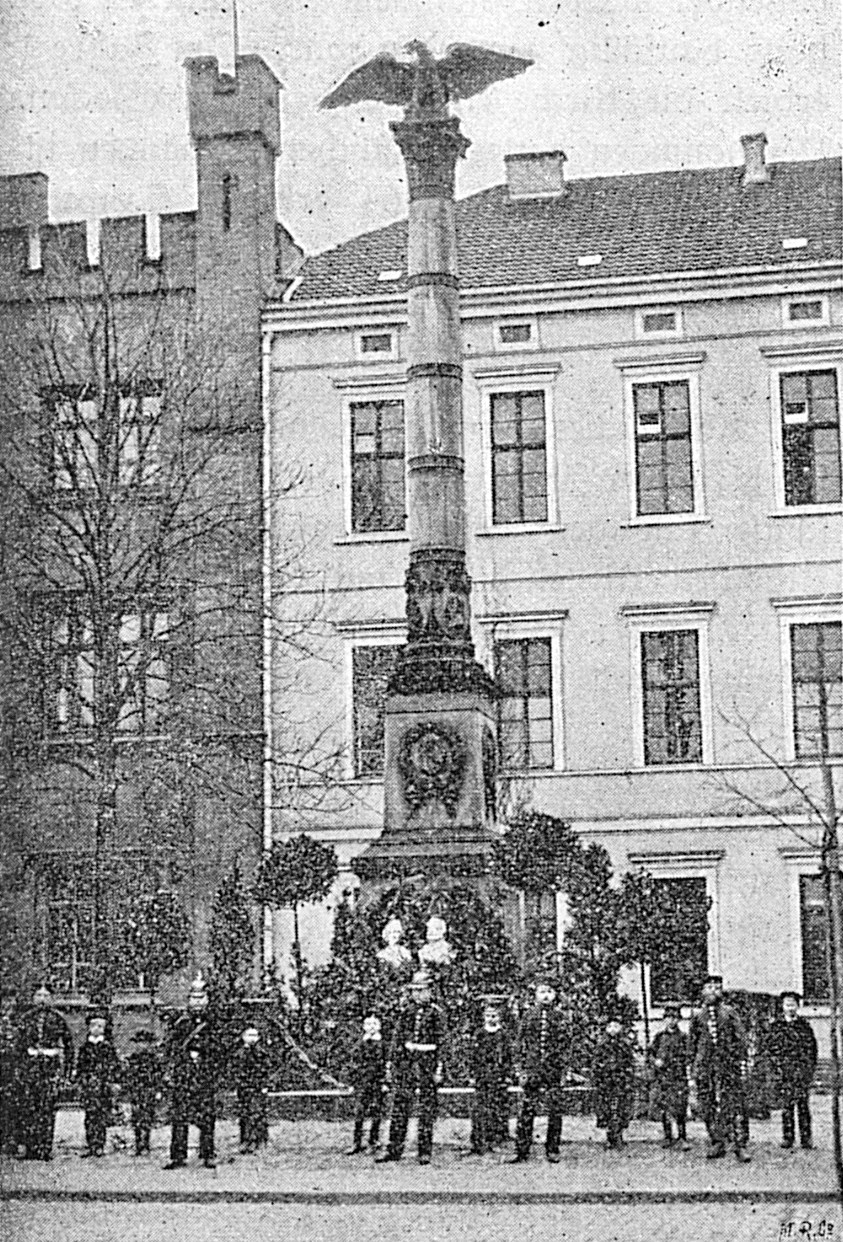
Denkmal für die Gefallenen des Dänischen und Deutschen Krieges
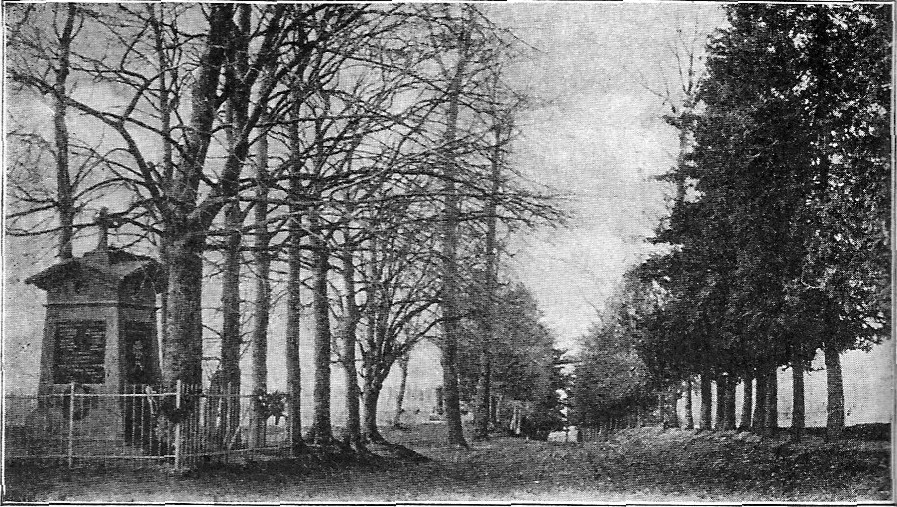
Denkmal des Regiments bei Colombey
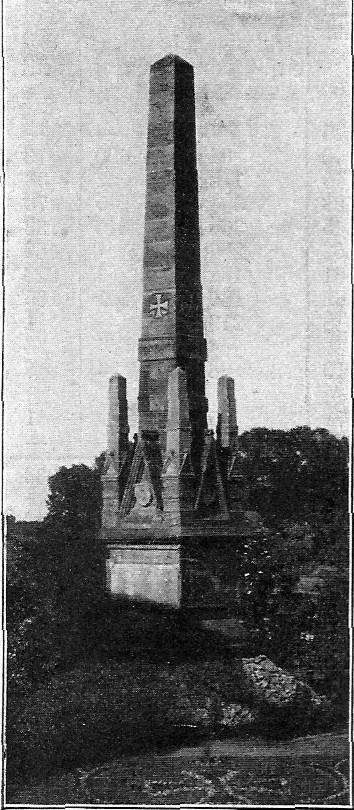
Denkmal von 1870/71 an der Weserbrücke
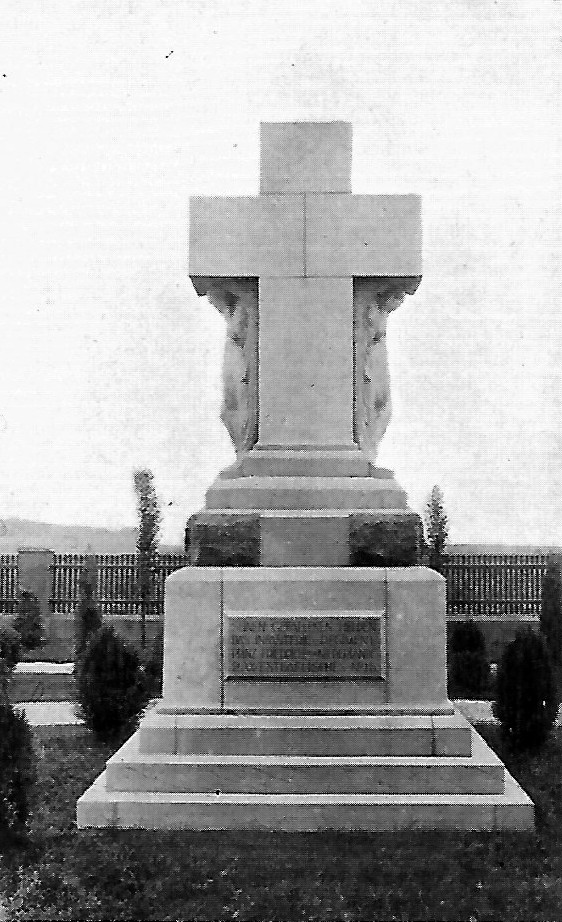
Denkmal auf dem Friedhof bei „Le Willy“
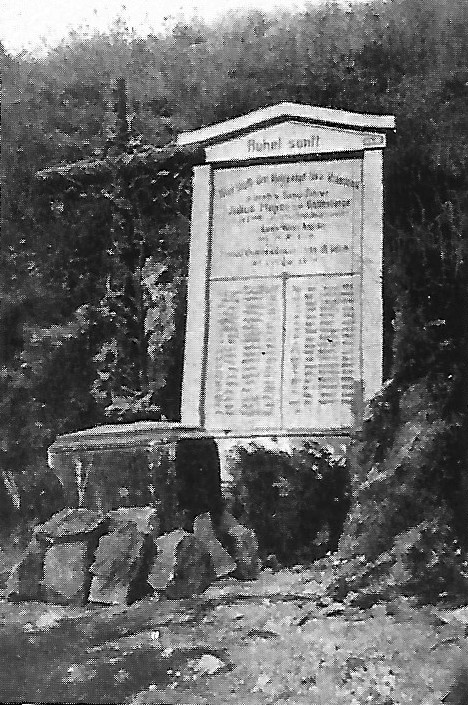
Denkmal für den dort in der Somme-Schlacht verschütteten Zug
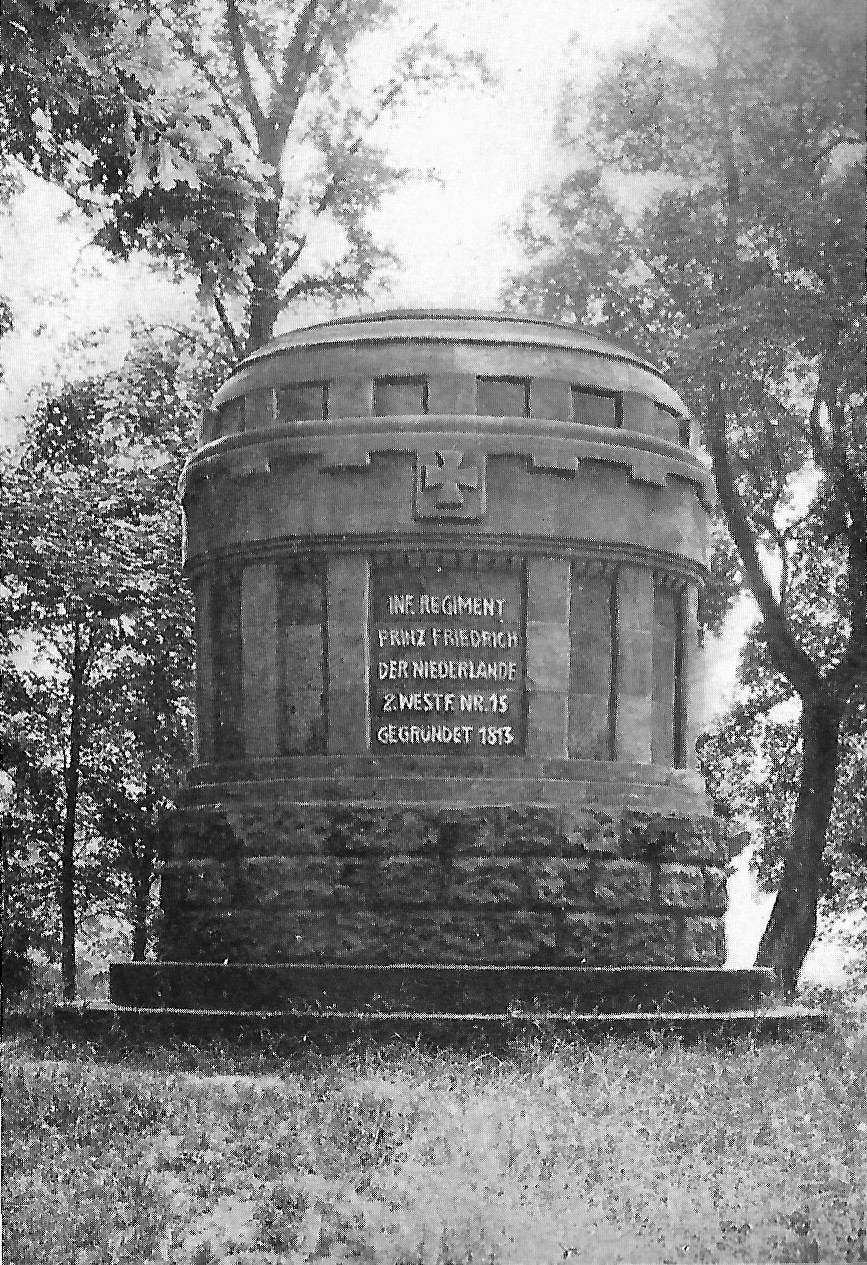
Das Denkmal vom Ersten Weltkrieg

## Verweise